# Règne de Ferdinand VII d'Espagne
Ne doit pas être confondu avec Restauration bourbonienne en Espagne.
Pour les articles homonymes, voir Restauration des Bourbons.
1814–1833
Entités précédentes :
- Royaume d'Espagne (règne de Joseph-Napoléon Ier)
- Empire français

Entités suivantes :
- Royaume d'Espagne (règne d'Isabelle II)
- Chili
- Grande Colombie
- Pérou
- Haïti espagnol
- Territoire de Floride (États-Unis)
- Empire mexicain
- Bolivie

Le règne de Ferdinand VII est la période de l’histoire contemporaine de l'Espagne comprise entre 1808 et 1833. Ferdinand VII d'Espagne monta sur le trône le 19 mars 1808, immédiatement après l'abdication de son père, Charles IV, après le soulèvement d'Aranjuez, et son règne prit fin à sa mort le 29 septembre 1833.
Ferdinand VII, roi en titre depuis Aranjuez mais captif depuis l’abdication de Bayonne en 1808, fut toutefois reconnu comme monarque légitime de l'Espagne durant la guerre d’indépendance par les Juntes de gouvernement, la régence et les Cortès de Cadix, et également par les Juntes américaines. Entre le 25 juillet 1808, date de la proclamation de Joseph Ier et le retour du roi captif Ferdinand VII, il n’y eut par conséquent pas de roi effectif en Espagne[source insuffisante]. Après la défaite définitive de Joseph Bonaparte, qui abandonna Madrid le 27 mai 1813, Napoléon reconnut Ferdinand VII comme roi d’Espagne après le traité de Valençay.
Le roi fut libéré et rentra en Espagne le 22 mars 1814 par Figueras et, à présent roi effectif, promit de restaurer les Cortès traditionnelles et de gouverner sans despotisme. Ferdinand reçut le soutien général de la population de 69 députés des Cortes à travers le Manifeste des Perses qui lui fut présenté le 16 avril à Valence. C’est avec ce soutien qu’il mena le coup d'État de mai 1814 (es) et se proclama comme monarque absolu, décréta les Cortès de Cadix illégales de même que tout ce qu’elles avaient mis en place, ainsi que toutes les juntes rebelles apparues en Amérique. Au cours des années suivantes, après une succession de pronunciamientos libéraux dans la péninsule Ibérique, finalement en 1820 Rafael Riego et Antonio Quiroga soulevèrent l’armée d’outre-mer, ce qui déboucha sur la restauration des Cortes durant le Triennat libéral. La guerre civile de 1822-1823 puis l’expédition d’Espagne à l’initiative de l’armée française restaurèrent le régime absolutiste, qui se poursuivit jusqu’à la mort du monarque en 1833.
La période du règne de Ferdinand VII ultérieure à la récupération de ses droits sur le trône est conventionnellement divisée en trois périodes : Sexenio Absolutista (« les six ans absolutistes »), le Triennat libéral et la Décennie abominable.

## Le premier règne éphémère (mars-mai 1808)

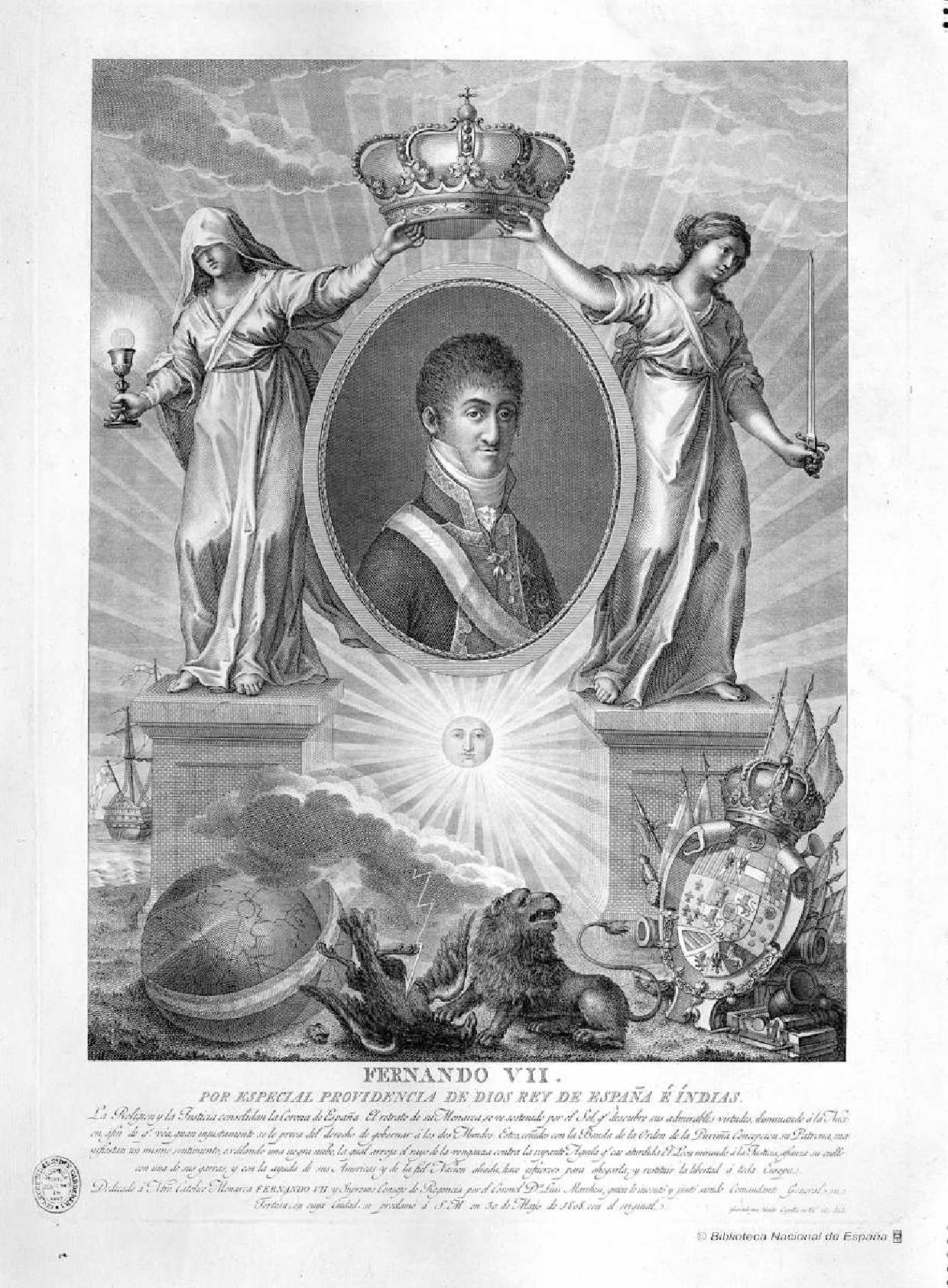
Portrait allégorique de Ferdinand VII par Vicente Capilla en 1810.

Le 19 mars 1808, le roi Charles IV abdiqua au bénéfice de son fils Ferdinand, prince des Asturies, comme conséquence de la pression à laquelle il s’est vu soumis au cours du soulèvement d'Aranjuez à l’instigation par le parti aristocratique — ou fernandin — et qui provoqua la chute du « favori » Manuel Godoy. L’empereur français Napoléon Ier, dont les troupes entraient en Espagne pour envahir le Portugal en vertu du traité de Fontainebleau de 1807 mais dont l’intention de soumettre la monarchie était de plus en plus évidente — les troupes du maréchal Joachim Murat étaient entrées à Madrid le 23 mars —, décida d’intervenir dans la crise dynastique espagnole et obtint que Charles IV et son fils, proclamé sous le nom de Ferdinand VII, avec les autres membres de la famille royale, se rendent à Bayonne,. Ferdinand arriva le 20 avril et fut suivi le 30 du même mois par Charles et son épouse Marie-Louise de Bourbon-Parme. La nouvelle du départ du reste de la famille royale vers Bayonne provoqua un soulèvement antifrançais à Madrid le 2 mai, passé à l’histoire sous le nom de « soulèvement du Dos de Mayo ». Il fut secondé en de nombreux autres lieux, où furent constituées des comités ou juntes — juntas — qui assumèrent le pouvoir, marquant le début du conflit qui serait plus tard désigné comme la guerre d'indépendance espagnole,.
À Bayonne, Charles IV et Ferdinand VII, subissant pressions et menaces, cédèrent leurs droits sur la Couronne espagnole à Napoléon, qui les céda à son tour un mois plus tard à son frère Joseph Bonaparte,. Ferdinand, son frère Charles et leur oncle Antoine-Pascal d'Espagne restèrent confinés au château de Valençay. Selon Depuis cet endroit, Ferdinand exprima à diverses reprises son soutien à Joseph Bonaparte, l’assura de sa loyauté, félicita Napoléon pour ses victoires dans la guerre d’indépendance et manifesta son désir de devenir « un de ses fils adoptifs ». Selon l’historien britannique Michael Glover (en), « jamais les Bourbon espagnols ne tombèrent plus bas que cela »,.
Pour leur part, Charles IV, son épouse et leur jeune fils François de Paule de Bourbon furent conduits depuis Bayonne jusqu’au palais de Compiègne, d’où ils se rendirent plus tard à Marseille, puis finalement à Rome, où mourut Charles IV en 1819.

## Le «roi absent» et les Cortès de Cadix
L’abdication de Bayonne ne fut pas reconnue par les juntes, qui jurèrent fidélité à Ferdinand VII tandis qu’une minorité — les afrancesados — appuya Joseph Ier, qui s’installa au palais royal de Madrid, après l’approbation de la constitution de Bayonne qui régit son règne. Les juntes « patriotes », pour leur part, constituèrent une Junte suprême centrale qui fut plus tard remplacée par une régence assumant les fonctions du « roi absent » Ferdinand VII. Face à l’avancée des troupes françaises, le 24 septembre 1810 furent convoquées à Cadix des Cortès, qui le jour même s’accordèrent pour reconnaître et proclamer comme « seul unique roi le Seigneur Don Ferdinand VII de Bourbon » et déclarèrent « nulle, sans aucune valeur ou effet la cession de la couronne que l’on dit faite en faveur de Napoléon, non seulement en raison de la violence qui intervint dans ces actes injustes et illégaux, mais principalement parce qu’il lui manque le consentement de la Nation », dans laquelle elles affirmèrent que résidait la « souveraineté nationale »,.
Par la suite, les Cortès de Cadix élaborèrent et approuvèrent une Constitution — avec l’opposition des députés dits « serviles », c’est-à-dire partisans de l'absolutisme — qui fut promulguée le 19 mars 1812 et réaffirmait dans son article 179 que le « roi des Espagnes » était Ferdinand de Bourbon. Les Cortès instauraient ainsi une monarchie constitutionnelle, avec les autres décrets approuvés, elles mettaient fin à l’Ancien Régime en Espagne (es) et entamaient « le long cycle de la révolution libérale espagnole (es) »,,
Les juntes de gouvernement exercèrent leur propre souveraineté au nom de Ferdinand VII absent, tant dans la péninsule Ibérique que dans les territoires américains. En Espagne, après l’expérience de désordre des Juntes de 1808, on imposa le modèle majoritaire auprès des députés péninsulaires, la monarchie unitaire, face au modèle fédéraliste défendu par les députés américains. Les juntes américaines refusèrent de se soumettre aux gouvernements formés en Espagne et furent déclarées en rébellion, ce qui donna lieu au début du conflit entre le gouvernement espagnol et les territoires américains, qui débouchèrent sur les premières déclarations d’indépendance.[réf. nécessaire]

## LeSexenio Absolutista

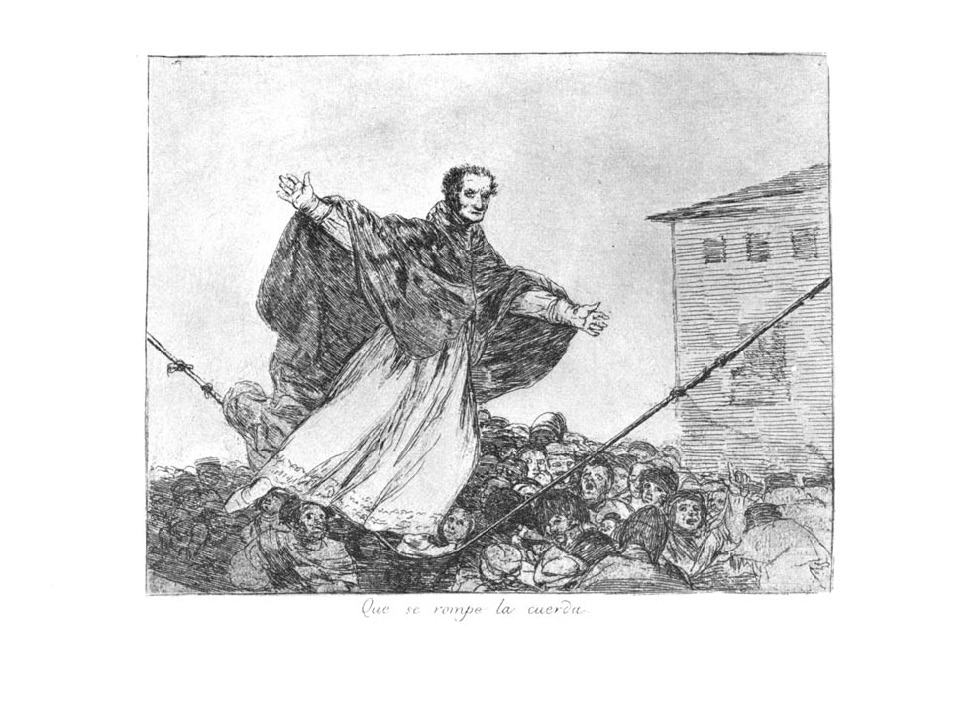
Que se rompe la cuerda! gravure de Goya de la série Les Désastres de la guerre, qui représente la Restauration de l’absolutisme en la personne de Ferdinand VII. Selon Valeriano Bozal, cette gravure représente un haut représentant ecclésiastique (dans le dessin préparatoire du musée du Prado, il s’agit du pape Pie VII lui-même) en train de faire de l'équilibre.

Après la signature du traité de Valençay en décembre 1813, Ferdinand VII put rentrer en Espagne puis mena l’année suivante le coup d’État de mai 1814 (es) qui mit fin au régime constitutionnel et rétablit l'absolutisme. Les libéraux furent emprisonnés, exilés ou quittèrent le pays de leur propre chef.
Au cours des six années suivantes (1814-1820), le roi et ses ministres ne parvinrent pas à résoudre la crise de l'Ancien Régime (es) commencée en 1808 et considérablement aggravée par la guerre d’indépendance (1808-1814). Le conflit avait détruit les principaux ressorts de l’économie et le commerce avec les Amériques avait chuté en conséquence des processus indépendantistes dans les colonies espagnoles commencés en 1810. Tout ceci provoqua une sévère crise économique qui se traduisit notamment dans une déflation. Le Trésor de la Monarchie tomba en faillite : les capitaux d’Amérique n’arrivaient plus dans les quantités comparables à avant 1808 — entraînant de surcroît une baisse des revenus douaniers — et il ne fut plus possible d’avoir recours au titres de dette de la monarchie dont la valeur avait radicalement baissé à la suite de nombreuses accumulations dans les paiements des intérêts annuels,. Une tentative de réforme du budget fut menée par Martín de Garay mais échoua face à l’opposition des classes privilégiées — noblesse et clergé — mais aussi des paysans — qui rejeta l’impôt car il supposait une augmentation des charges qu’ils devaient déjà supporter, à un moment où le prix des denrées agricoles commençaient à s’effondrer —,.
Face à l'incapacité à résoudre la crise de la part des ministres de Ferdinand VII,, les libéraux — dont un grand nombre étaient membres de la franc-maçonnerie pour agir dans la clandestinité — tentèrent de rétablir la monarchie constitutionnelle en recourant à des pronunciamientos. Il s’agissait de trouver des alliés parmi les militaires « constitutionnalistes » (ou simplement mécontents de la situation) pour qu’ils se lèvent en armes contre le gouvernement et provoquent une réaction en chaîne de soulèvement d’autres unités militaires, afin d’obliger ainsi le roi à reconnaître la Constitution de 1812.

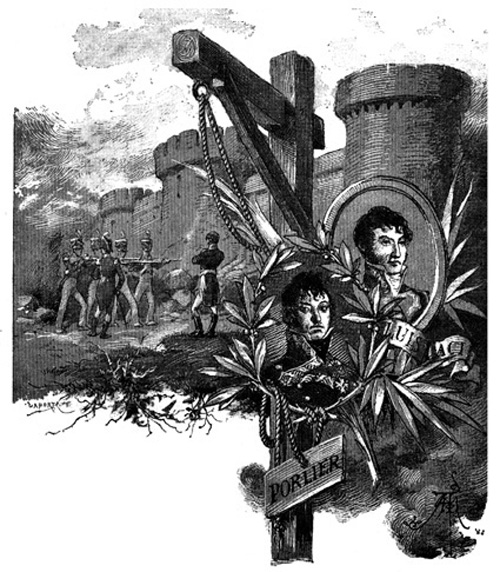
Illustration de La segunda casaca de Benito Pérez Galdós (1884), dans laquelle apparaît au fond le château de Bellver du général Luis Lacy. Au premier plan on voit les médailles commémoratives de Lacy et du général Juan Díaz Porlier, également jugé (pendu, dans ce dernier cas) pour s’être prononcé contre l’absolutisme de Ferdinand VII.

L’annulation des réformes introduites par les Cortès de Cadix provoqua le mécontement de nombreux officiers, encore exacerbé par le retard dans le versement des salaires — ils furent parfois contraints d’accepter des baisses de salaire pour obtenir un paiement régulier — et les inexistantes perspectives de promotion en raison du nombre abondant d’officiers apparus en conséquence de la guerre d’indépendance. De plus, les milliers d’officiers sans emploi considéraient que la politique du gouvernement était responsable de leur mauvaise situation, car elle déconsidérait ceux qui venaient de la guérilla, qui avaient été promus depuis des grades inférieurs ou étaient tenus pour libéraux. Par suite, « de nombreux officiers devinrent réceptifs aux idées libérales comme conséquence de la politique absolutiste qui aliéna une grande part de ses appuis. Les difficultés économiques et de promotion firent le reste ». La faillite du Trésor obligea à plusieurs réductions successives des effectifs militaires. La dernière eut lieu en juin 1818, les autorités absolutistes s’arrangeant de nouveau pour que les officiers restés sans emploi soient en majorité ceux de la guerre d'indépendance.
Entre 1814 et 1820 eurent lieu six tentatives de renversement du gouvernement, la plupart à travers des pronunciamientos, dont les cinq premiers échouèrent, jusqu’au succès de celui de Riego. Le premier se produisit en Navarre en septembre 1814 et fut mené par le héros de la guérilla Francisco Espoz y Mina, qui après avoir échoué à prendre Pampelune s’exila en France. Le second eut lieu à La Corogne en septembre 1815 et fut mené par un autre héros de la guerre, le général Juan Díaz Porlier, qui fut condamné à mort et pendu. En février 1816 fut découvert un complot dit « conspiration du Triangle », mené par un ancien militaire de la guérilla, Vicente Richart, qui fut condamné à mort et pendu avec un autre conspirateur, Baltasar Gutiérrez. En avril 1817 avait lieu à Barcelone la quatrième tentative, le pronunciamiento de Caldetas, cette fois avec une large participation de la bourgeoisie et des classes populaires, mené par le prestigieux général Luis Lacy, qui fut lui aussi jugé et exécuté. Le 1er janvier 1819 eut lieu la cinquième tentative, cette fois à Valence, menée par le colonel Joaquín Vidal, qui donna lieu à l’exécution de ce dernier par pendaison, ainsi que celle de douze autres participants non militaires, parmi lesquels se trouvaient des célèbres bourgeois de la ville, Félix Bertrán de Lis et Diego María Calatrava,. Si l’objectif de toutes ces tentatives étaient de mettre fin à l’absolutime, tous ne se proposaient pas de rétablir la Constitution de 1812. Par exemple celui de Vidal défendait un régime différent, avec le retour de Charles IV — dont il ignorait la mort récente à Naples — sur le trône.

## Triennat libéral

### Rétablissement de la Constitution de Cadix

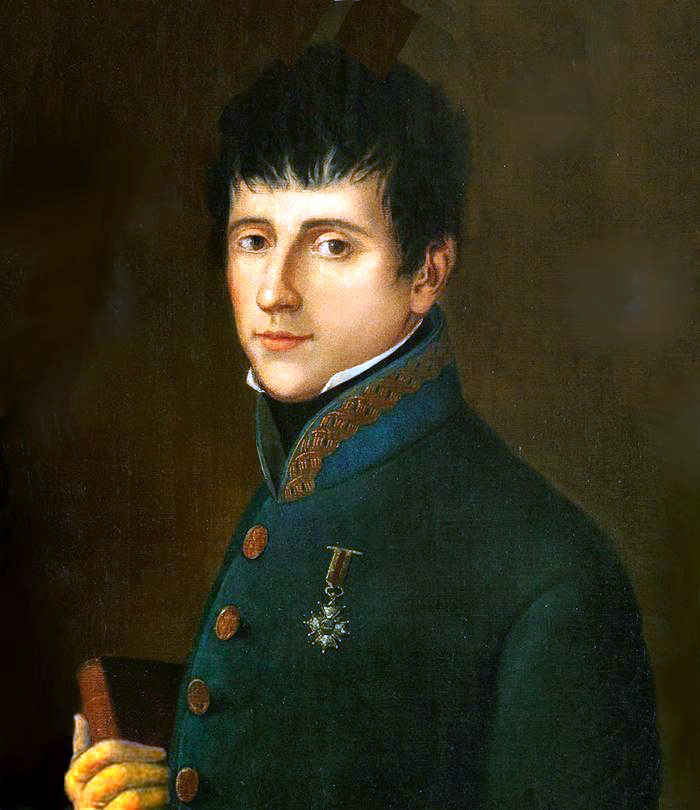
Le lieutenant-colonel Rafael del Riego, plus tard promu général, dirigea le pronunciamiento qui porte son nom et qui mit fin au Sexenio absolutiste.

Après le triomphe de la révolution de 1820 commencée avec le pronunciamiento de Riego le 1er janvier, Ferdinand VII promulgua le 7 mars un décret royal affirmant : « [ceci] étant la volonté du peuple, je me suis décidé à jurer la Constitution promulguée par les Cortes générales et extraordinaires en l'an 1812 »,. C’est ainsi que commença la deuxième expérience libérale en Espagne,. Deux jours plus tard, le roi prêtait serment pour la première fois sur la Constitution au palais royal (le serment formel eut lieu en juillet devant les Cortès récemment élues, selon la formule établie par celle-ci), abolissait (es) l’Inquisition et nommait une Junte provisoire présidée par le cardinal Bourbon, archevêque de Tolède et cousin du roi, qui avait déjà dirigé la régence constitutionnelle en 1814,.

Le 10 mars, le roi rendait public un manifeste dans lequel il annonçait qu’il avait juré sur la Constitution, dont il serait « toujours le soutien le plus ferme ». Le paragraphe final du manifeste devint plus tard célèbre — car Ferdinand VII ne respecta pas la promesse qui y apparaissait ; de fait, « presque dès le jour après avoir juré sur la Constitution il commença à agir pour la renverser » —, : 

« Marchons franchement, et moi le premier, sur le chemin constitutionnel ; et en montrant à l'Europe un modèle de sagesse, d’ordre et de parfaite modération dans une crise qui dans d’autres Nations a été accompagnée de larmes et de malheurs, faisons admirer et révérer le nom Espagnol, en même temps que nous cultivons pour des siècles notre bonheur et notre gloire. »

Le monarque nomma un gouvernement formé de libéraux modérés, dont certains tardèrent longtemps à occuper leurs postes car ils durent voyager depuis les présides ou l’exil où ils avaient passé une bonne partie du Sexenio absolutiste. Pour cette raison, le roi l’appela en privé et sur un ton sournois et méprisant le « gouvernement des prisonniers » (« gobierno de los presidiarios »),. La plupart d’entre eux avaient déjà participé aux Cortès de Cadix, qui avaient approuvé la Constitution de 1812, raison pour laquelle ils furent désignés sous le nom de « doceañistas ». Les membres les plus notables de ce premier gouvernement du Triennat étaient Agustín Argüelles, qui occupait le secrétariat d’État du Gouvernement de la Péninsule et des îles adjacentes, et José Canga Argüelles, qui occupait celui du Budget.
Après la célébration des élections générales en 1820 (es) — au suffrage universel masculin indirect au troisième degré : assemblée de paroisse, de district et enfin de province — fut formé le Parlement dont la session d’ouverture eut lieu le 9 juillet 1820 et au cours duquel le roi jura solennellement sur la Constitution.

### La division des libéraux: «modérés» contre «exaltés»

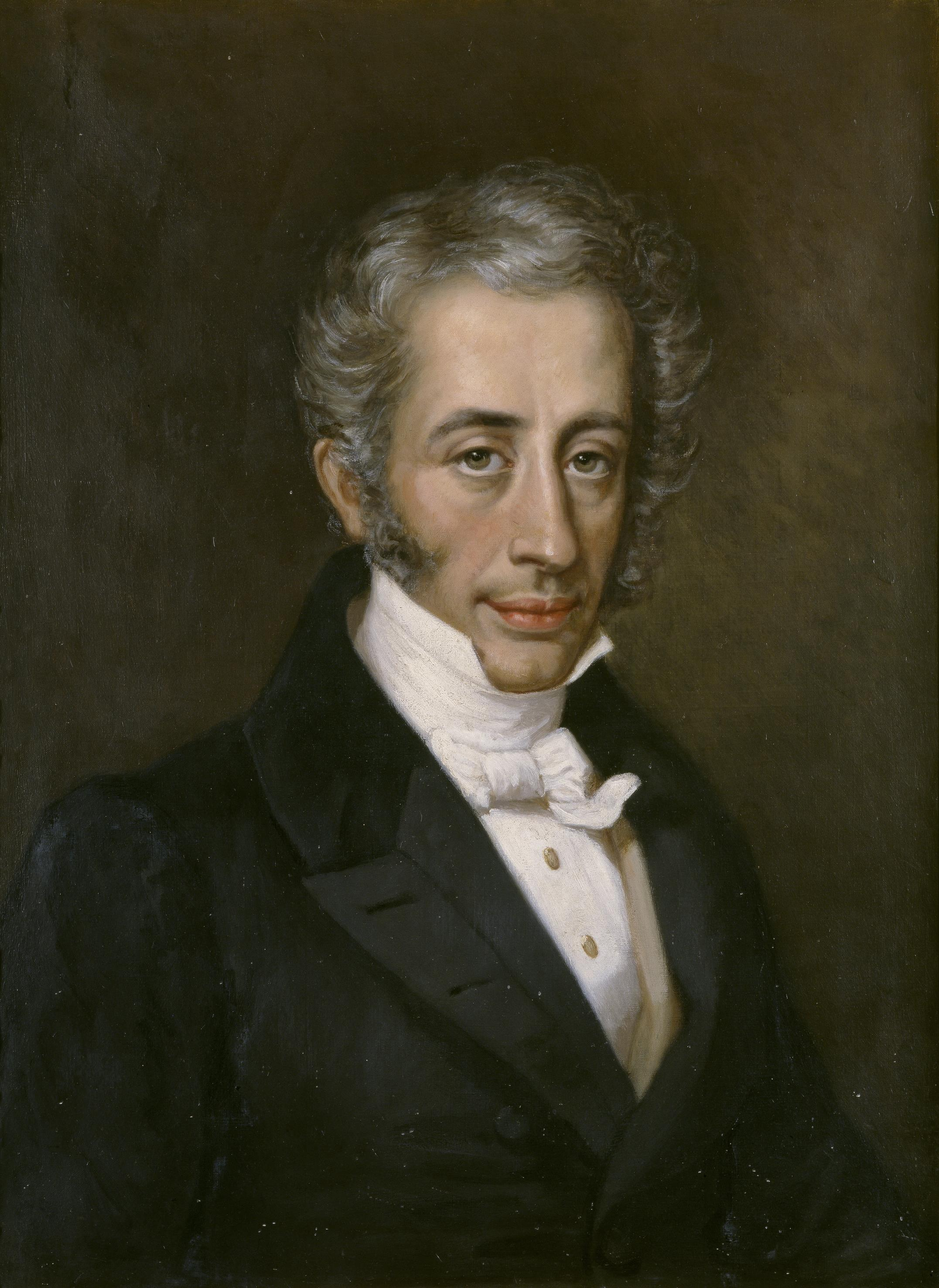
Le libéral modéré anillero Francisco Martínez de la Rosa, leader du troisième gouvernement du Triennat.

Au cours des premiers mois du nouveau régime constitutionnel se produisit une division au sein des libéraux qui le soutenaient : les modérés, représentants de l'aile la plus conservatrice du libéralisme espagnol, et les exaltés, plus progressistes. Les deux groupes partageaient le même projet politique, commencé par les Cortès de Cadix, de mettre fin à la monarchie absolue et à l’Ancien Régime, et de les remplacer par un nouveau régime libéral, tant que le plan politique qu'économique, mais se différenciaient essentiellement par la stratégie à mettre en œuvre pour atteindre cet objectif commun. Les modérés — aussi dits doceañistas car leurs membres les plus distingués avaient déjà été députés au Cortès de Cadix —, considéraient que la « révolution » était déjà terminée et qu’il fallait à présent garantir l’ordre et la stabilité, en tentant d’intégrer au régime les vieilles classes dominantes, comme la noblesse — par le moyen de compromis avec elle — ; les exaltés, au contraire, pensaient qu’il fallait continuer de développer la « révolution » avec des mesures cherchant le soutien des classes populaires,,.
Ils se distinguaient également par leur rapport à la Constitution de 1812 elle-même, que les modérés souhaitaient réformer dans un sens conservateur, les exaltés préférant quant à eux la maintenir telle qu’elle avait été approuvée par les Cortès de Cadix. Les modérés, en particulier leur secteur le plus conservateur constitué par les dénommés « anilleros (es) » menés par Francisco Martínez de la Rosa,, voulaient introduire le suffrage censitaire et une seconde chambre dans laquelle serait représentée l’aristocratie territoriale, comme contrepoids au Congrès des députés. Ils souhaitaient également une moindre limitation du pouvoir royal afin de donner plus de marge de manœuvre à l’exécutif.

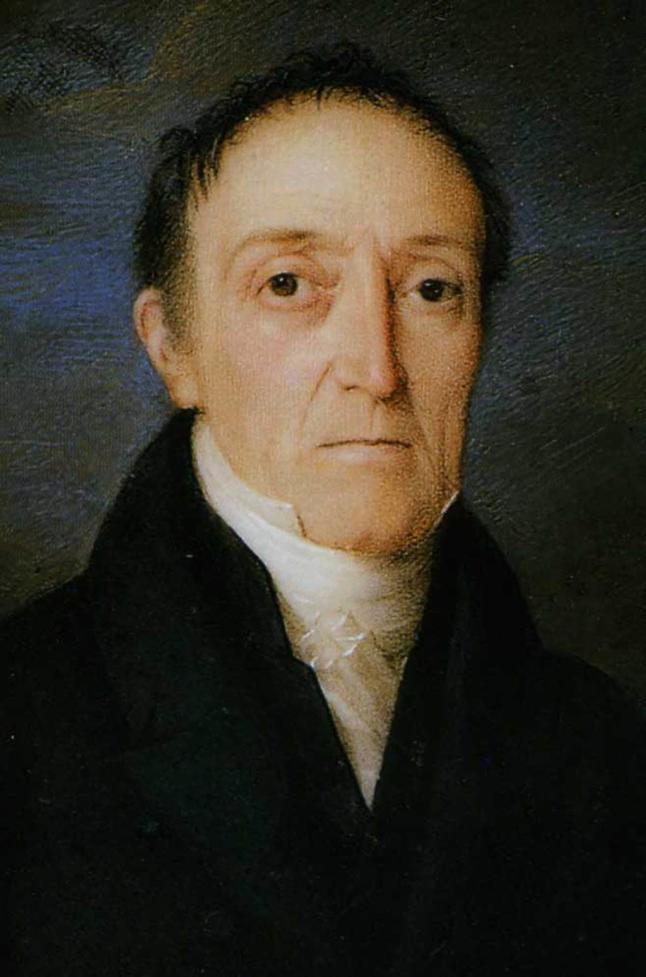
Álvaro Flórez Estrada, membre remarquable des exaltés, défendit les dans le débat qui eut lieu au Parlement sur la proposition de leur interdiction faite par les modérés.

La rupture définitive entre les deux factions se produisit en octobre 1820, au motif du débat au Parlement sur la proposition d’interdire les sociétés patriotiques (es),. Depuis l’été 1820, les modérés avaient commencé à voir les sociétés patriotiques « davantage comme un danger pour l’ordre public que comme un allié dans la défense de l’ordre constitutionnel », comme les percevaient les exaltés, ainsi que comme « une espèce de contrepouvoir illégitime que les exaltés utilisaient pour contrarier leur faible représentation au parlement » — par conséquent incompatibles avec la représentation de la voie constitutionnelle —,. Les modérés obtinrent finalement des Cortès, où ils étaient majoritaires, l’approbation d’un décret promulgué le 21 octobre 1820 qui interdisait les sociétés patriotiques telles qu’elles avaient fonctionné jusqu’alors,. On permettait qu’elles continuent d’exister sans se constituer en tant que telles — comme réunions le soir ou réunions patriotiques — et sous l’autorité supérieure locale qui pouvait les suspendre à tout instant.
Un autre des motifs d’affrontement entre modérés et exaltés fut la Milice nationale, que les seconds souhaitèrent transformer en un instrument révolutionnaire (« la Patrie armée ») et les premiers un garant de l’ordre public et de l’ordre constitutionnel (qu’ils entendaient comme deux synonymes). La question clé était de savoir quelles classes sociales pouvaient accéder à la milice. Les modérés la restreignaient aux « citoyens propriétaires » (et la barrière d'accès étant l’obligation de payer l’uniforme), tandis que les exaltés se proposèrent d’élargir sa base sociale en facilitant l’accès des classes populaires urbaines — pour ce faire, ils imaginèrent différentes formules : subventions, souscriptions, mécénats, , etc. — pour ceux qui n’avaient pas les moyens de s’offrir un uniforme,.
Le conflit s’accentua à la fin de l’année 1821, lorsque les mobilisations des exaltés protestant contre la destitution du général Rafael del Riego, héros de la révolution 1820 et icône libérale, du poste de capitaine général de l’Aragon survenue le 4 septembre, se développa en un large mouvement de désobéissance civile qui eut lieu dans plusieurs grandes villes, notamment Cadix et Séville. Dans tous les cas, on rejeta l’obéissance au gouvernement central — le second du Triennat, nommé par le roi en mars 1821 avec Eusebio Bardají à la tête du département d’État — et aux autorités civiles et militaires par lui désignées,,. Le résultat fut, d’une part, la nomination le 28 février 1822 par le roi du troisième gouvernement libéral (es), qui serait connu comme celui des « anilleros », car tous ses membres appartenaient à la « Sociedad del anillo (es) » et dont l’homme fort était Francisco Martínez de la Rosa, qui occupait le département d’État,, et d’autre part une majorité d’exaltés aux Cortès issues des troisièmes élections du Triennat (es). Le discours inaugural du roi reçut en réponse une intervention de Rafael del Riego, qui présidait le parlement après avoir été élu député pour les Asturies, qui fut à l’origine d’une grande tension dans l’hémicycle en dépit de sa brièveté : Riego fit référence aux « difficiles circonstances qui nous entourent », aux « machinations réitérées des ennemis de la liberté » et termina en disant que « le pouvoir et la grandeur d’un monarque consiste uniquement dans l’exacte application des lois »,.

### L’abolition de l’Ancien Régime

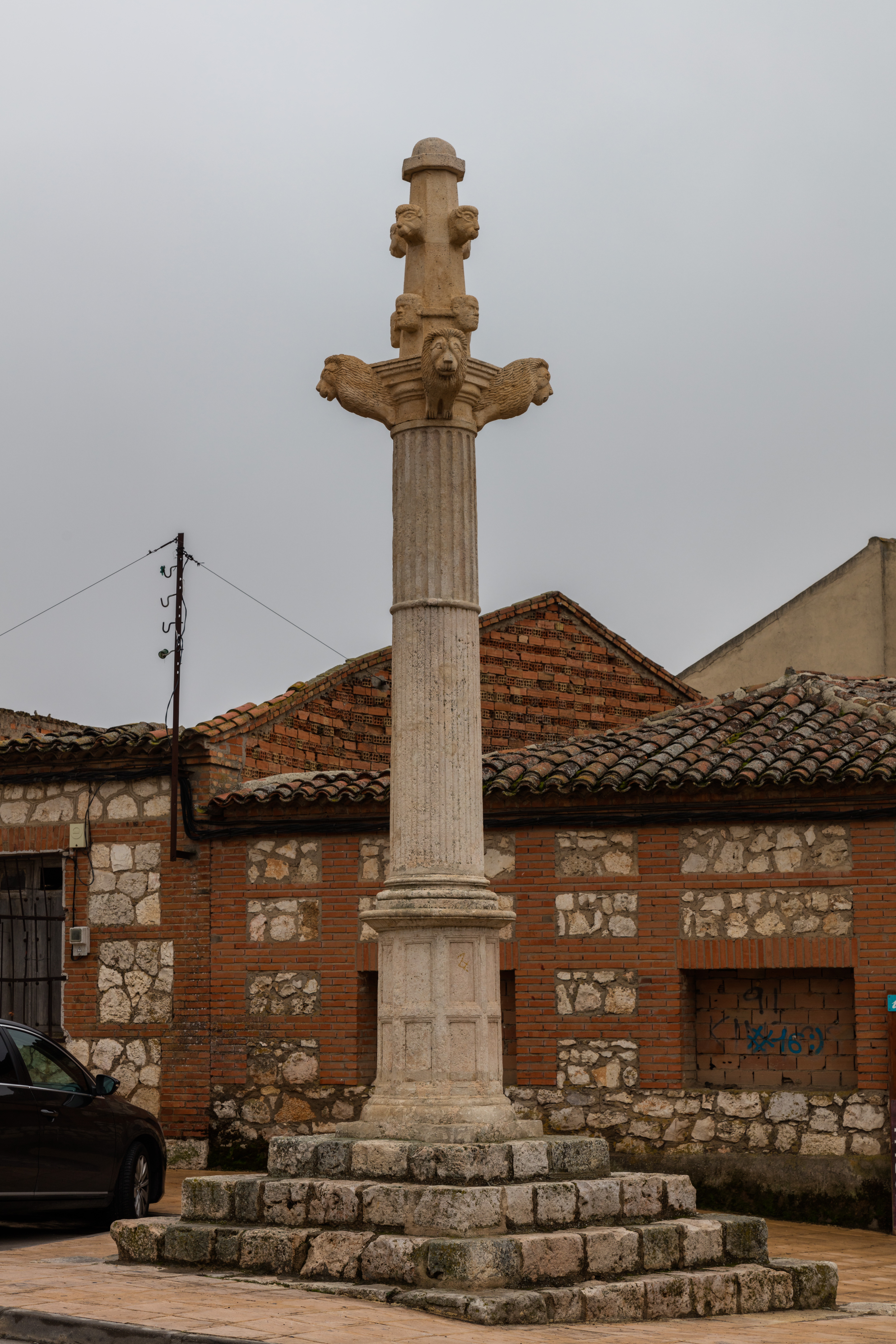
Pilori de Torija (province de Guadalajara). L’usage de cet instrument, symbole de la vassalité, fut aboli par la Junte provisoire consultative.

La Junte provisoire consultative, nommée par Ferdinand VII le 9 mars 1820 — le même jour où il avait juré sur la Constitution pour la première fois —, avait déjà approuvé quelques décrets conduisant au démantèlement de l’Ancien Régime et les Cortès poursuivirent leur travail en ce sens. La première mesure importante fut l’abolition de l’ordre successoral traditionnel — par exemple le majorat ou le fidéicommis — des patrimoines à travers un décret publié le 27 septembre 1820.

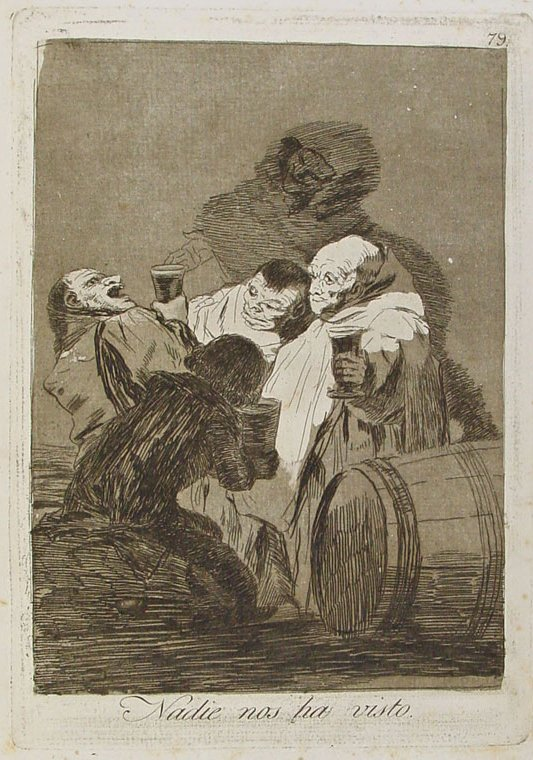
Nadie nos ha visto, gravure no 79 de la série Los Caprichos (1799) de Francisco de Goya, représentant quatre frères religieux en train de boire, une réponse à la critique faite par les ilustrados (partagées par les libéraux) contre le clergé régulier.

Le mois suivant, les Cortès approuvèrent le 25 octobre la réforme du clergé régulier — dont le principal objectif était de réduire le nombre de ses membres jugé excessif —, incluant la suppression des ordres monastique et militaire et de nombreux couvents des ordres mendiants — en 1822, près de la moitié des couvents espagnols avaient été fermés —. Le décret établissait également qu’il ne pourrait y avoir plus d’un couvent d’un même ordre dans chaque localité,. Les biens des monastères et des couvents supprimés — comme ceux de l'Inquisition et des jésuites — firent l'objet de désamortissements — ils passèrent à l'État qui les vendit ensuite aux enchères publiques —,. Rien ne fut fait pour faciliter l’accès des paysans à la propriété de ces biens qui furent en majorité acquis par les plus riches propriétaires. La situation de certains paysans empira même après que certains nouveaux propriétaires exigèrent une augmentation des tarifs pour la location des parcelles — qui fut autorisée par les Cortès — voire les en délogèrent en vertu du « droit de propriété » qu’ils avaient acquis. Le désamortissement des biens des ordres monastiques et d’une part importante de ceux des ordres mendiants fut l’un des principaux motifs pour lesquels la majorité du clergé — en particulier le régulier, le grand perdant de la politique libérale — rejoignit le camp de la contre-révolution, formant avec une partie de la paysannerie « la grande alliance antilibérale » — dont l’expression la plus importante se trouva dans les partidas realistas, groupes de guérilleros agissant comme son bras armé, qui commencèrent à agir surtout à partir de 1821 —,.
Les gouvernements libéraux et les Cortès abordèrent également la question de la dîme, sans toutefois l’abolir totalement — ce que réclamaient les paysans —, car une telle décision eût laissé l’Église catholique dans une situation économique difficile, mais en la réduisant de moitié et en exigeant le paiement des impôts à l’État en argent liquide. Cette dernière exigence explique le paradoxe du fait que la réduction de la dîme (décrétée le 29 juin 1821) non seulement ne soulagea pas les charges des paysans mais les aggrava en réalité. Les gouvernements firent un raisonnement erroné, car ils pensèrent qu'en réduisant la dîme de moitié les paysans accumuleraient plus d'excédents qu'ils pourraient vendre sur le marché, et qu'avec l'argent obtenu ils pourraient payer les nouveaux impôts de l'État (qui sur le papier étaient inférieurs à la moitié de la dîme qui auparavant était acquittée en nature), ce qui augmenterait ainsi leurs revenus,. Or pour les paysans, « la suppression de la moitié de la dîme signifia peut-être plus de grain pour leur propre consommation, mais pas plus d’argent — l'augmentation de l'offre était contrariée immédiatement dans ces marchés locaux [dominés par la spéculation des grands propriétaires] par la chute des prix — ; lorsqu’arriva le percepteur des contributions avec de nouvelles exigences, ils se trouvèrent sans avoir de quoi payer et identifièrent le nouveau régime comme une oppression fiscale plus grande »,.
À propos des seigneuries, le parlement rétablit le décret du 6 août 1811 des Cortès de Cadix qui les abolissait, mais il dut faire face à sa complexe mise en application, qui l’amena à approuver en juin 1821 une loi « explicative » (aclaratoria). Le problème central résidait toujours dans la présentation des titres : si les seigneurs pouvaient présenter le titre de « concession » de la seigneurie et que dans celui-ci il était confirmé qu’elle n'était pas juridictionnelle, la seigneurie devenait sa propriété ; dans le cas contraire, la propriété revenait aux paysans. Néanmoins, la loi « explicative » fut bloquée par le roi qui refusa à deux reprises de la signer — en vertu d’une prérogative que lui octroyait la Constitution de 1812 —, et lorsqu’en mai 1823 elle fut publiée comme loi (le roi ne pouvait refuser de la sanctionner une troisième fois) il était trop tard car l’invasion de l’expédition d’Espagne par la France, qui mit fin au régime constitutionnel, avait déjà commencé,,.
Selon différents historiens, le désamortissement des biens des couvents supprimés et l’abolition ratée des seigneuries furent les deux grandes opportunités perdues, qui auraient pu mener les paysans à défendre la cause de la Révolution, comme cela était arrivé en France,.

### Consolidation de l’indépendance des colonies américaines

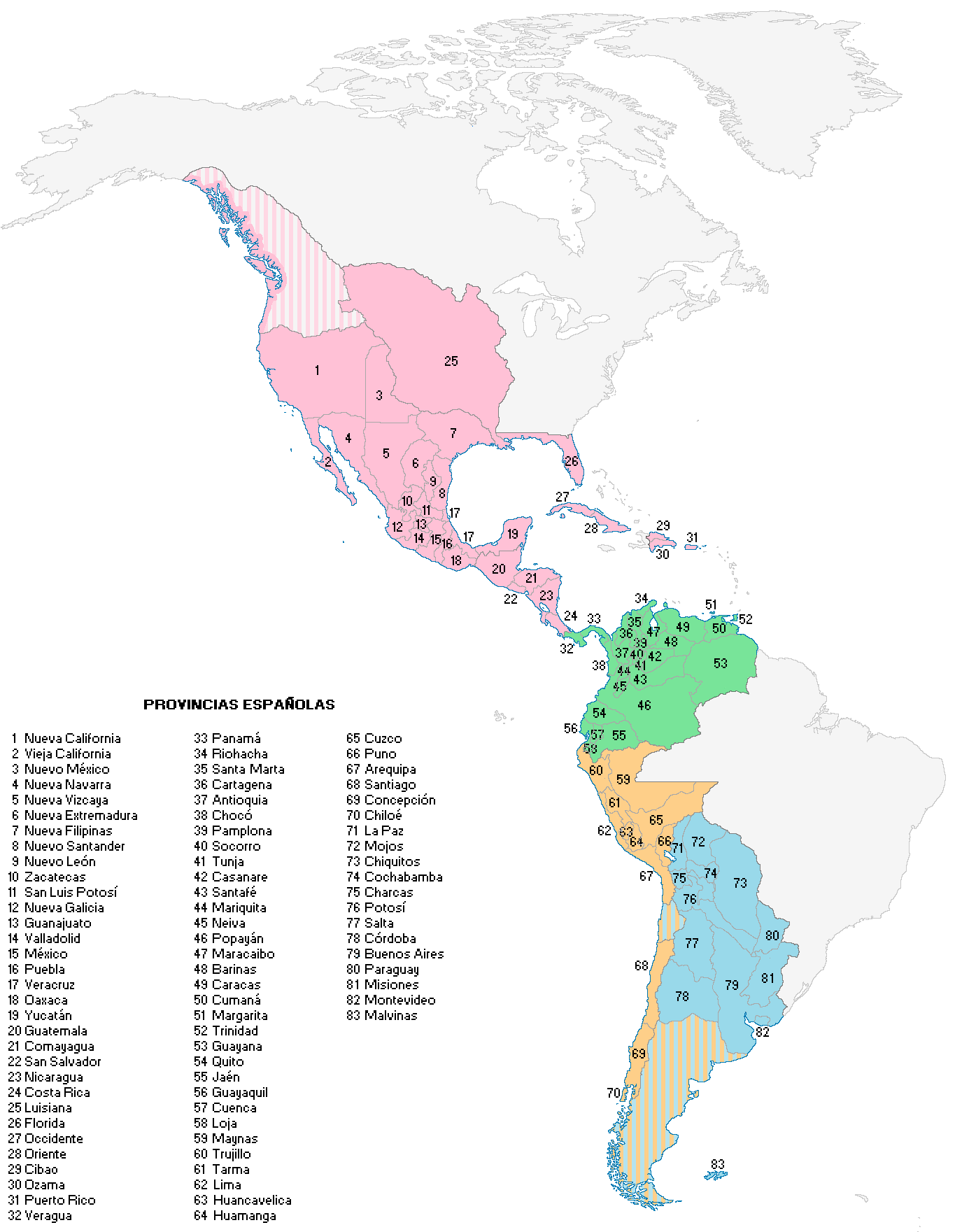
Vice-royautés et provinces espagnoles en Amérique vers 1800 :
Nouvelle-Espagne
Nouvelle-Grenade
Pérou
Río de la Plata.

Les processus d’émancipation dans l’Amérique hispanique commencèrent vers 1809. Lorsque le 9 mars 1820 Ferdinand VII jura la Constitution, les vice-royautés de Nouvelle-Espagne et du Pérou demeuraient fidèles à la monarchie mais celle du Río de la Plata et la plus grande partie de celui de Nouvelle-Grenade étaient déjà devenus indépendants — devenant respectivement les Provinces-Unies du Río de la Plata et la Grande Colombie, présidée par Simón Bolívar —.
Dans la métropole, où les guerres d'indépendance hispano-américaines et la situation de l'Amérique espagnole en général étaient suivies avec d’immenses attentes par le gouvernement et les Cortès comme par l’opinion publique,, l’idée que la proclamation de la Constitution de 1812 mettrait fin aux insurrections et mouvements indépendantistes, et donc à la guerre, était largement partagée — « la pacification de l’Amérique est d’ores et déjà plus une œuvre de politique que de la force […] seule la Constitution peu rétablir les liens fraternels qui l’unissaient avec la mère patrie », disait une déclaration de la Junte provisoire consultative —.
Le 31 mars 1820, une proclamation du roi Ferdinand VII aux habitants d’outre-mer établissait la position officielle sur la « question américaine » une fois que la Constitution garantissait leurs droits : les insurgés devaient déposer les armes et obtiendrait le pardon royal en échange ; dans le cas contraire la guerre continuerait (« bien que sans l’acharnement et la barbarie de jusqu’à présent, mais en conformité avec le droit des gens », disait le rapport du Conseil d’État). Le secrétaire du département d’Outre-mer, Antonio Porcel prit les dispositions pour envoyer en Amérique des personnes mandatées avec des instructions pour obtenir la pacification des territoires, mais la proposition arrivait tardivement car le coup d’État de mai 1814 qui avait restauré l’absolutisme, et avec lui le colonialisme, fut interprété par de nombreux Américains comme la fin de la troisième voie possible entre le colonialisme absolutiste et l’insurrection que représentait l’option autonomiste des doceañistas,.

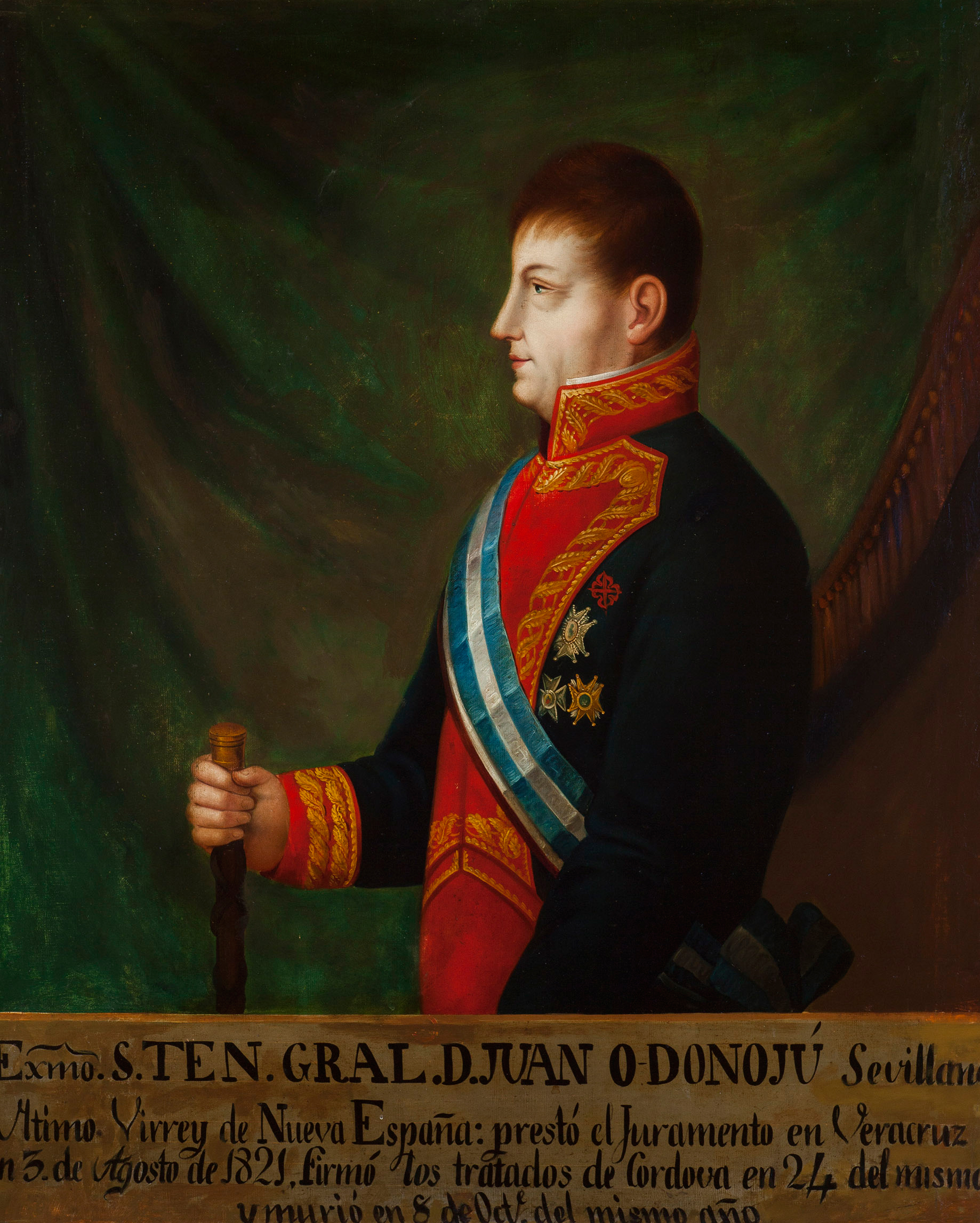
Juan O'Donojú, de Nouvelle-Espagne nommé par le gouvernement de Madrid, signa en août 1821 avec Agustín Iturbide, leader des indépendantistes, le traité de Córdoba par lequel il reconnaissait l'indépendance du Mexique, qui devint l'éphémère Premier Empire mexicain.

Peu après le début de la deuxième période de sessions des Cortès le 1er mars 1821, les députés américains proposèrent d'établir une députation provinciale dans chacune des intendances américaines (es), ce qui faisait partie de leur stratégie pour déployer toutes les possibilités d'autonomie qu'offrait la Constitution,. La proposition fut approuvée et promulguée par un décret daté du 8 mai. Toutefois, d'autres propositions des députés américains furent rejetées et qualifiées de « fédéralistes » (ce qui à cette époque était synonyme de « républicain »), comme celle de faire nommer le chef politique supérieur (es) non par le gouvernement central mais par les députations provinciales ou de concéder à celles-ci la faculté de collecter et de gérer tous les impôts. Tout changea à la mi-mai ou au début juin 1821, lorsque l'on eut connaissance de la proclamation du Plan d'Iguala par Agustín de Iturbide réalisée en février, qui déclarait l’indépendance de la Nouvelle-Espagne (devenue l'éphémère Premier Empire mexicain),.
Le 25 juin 1821, seulement trois jours avant la fin de la deuxième période de sessions, cinquante-et-un députés américains menés par ceux de Nouvelle-Espagne présentèrent une proposition de structuration de la monarchie sous la forme d’une fédération. Elle consistait à créer trois sections des Cortès, du gouvernement, du Tribunal suprême et du Conseil d’État à Mexico, Santa Fe de Bogotá et Lima, ces sections disposant des mêmes compétences que celles de métropole, à l’exception de la politique extérieure, qui restait le domaine des Cortès de Madrid. Chacun des trois pouvoirs exécutifs serait dirigé par un prince de la maison de Bourbon, ce qui aboutirait à la formation de trois monarchies américaines sous l’autorité de Ferdinand VII,,. Selon Pedro Rújula et Manuel Chust, « arrivé en 1821, il s’agissait déjà d’une proposition utopique. Les Américains le savaient, les péninsulaires aussi. Ferdinand VII ne l’accepterait jamais ».
Les Cortès rejetèrent la proposition — en justifiant surtout que sa mise en application nécessitait une réforme de la Constitution — et approuvèrent à la place celle présentée par le comte de Toreno (es) qui laissait dans les mains du gouvernement central les mesures à prendre au sujet de la pacification de l'Amérique,. La possibilité d’une solution négociée pour l’indépendance des territoires d’Amérique fut anéantie et la parole du roi l’avait emporté. « Dans son discours de clôture des Cortès du 28 juin, Ferdinand VII se montra catégorique : la seule alternative pour l’Amérique passait par l’indissoluble unité de la monarchie ».
Au cours de l’été 1821, les évènements se précipitèrent en Amérique. Le délégué mandaté à Santa Fe de Bogotá informait de la défaite des troupes royalistes le 24 juin lors de la bataille de Carabobo face aux troupes de Simón Bolívar. On apprit plus tard que le 15 juillet le général San Martín avait proclamé à Lima l’indépendance du Pérou et le mois suivant, le 24 août 1821, Juan O'Donojú, chef politique supérieur (es) de Nouvelle-Espagne nommé par le gouvernement de Madrid, signa en août 1821 avec Agustín Iturbide, leader des indépendantistes, le traité de Córdoba par lequel il reconnaissait l'indépendance du Mexique, qui devint l'éphémère Premier Empire mexicain,. Ainsi, en été 1821, l’Amérique se trouvait en guerre du nord au sud, et les autorités de métropoles avaient perdu une bonne opportunité de mieux gérer cette situation,.

### L’avancée de la contre-révolution: le double jeu de Ferdinand VII et l’échec du coup d'État de juillet 1822

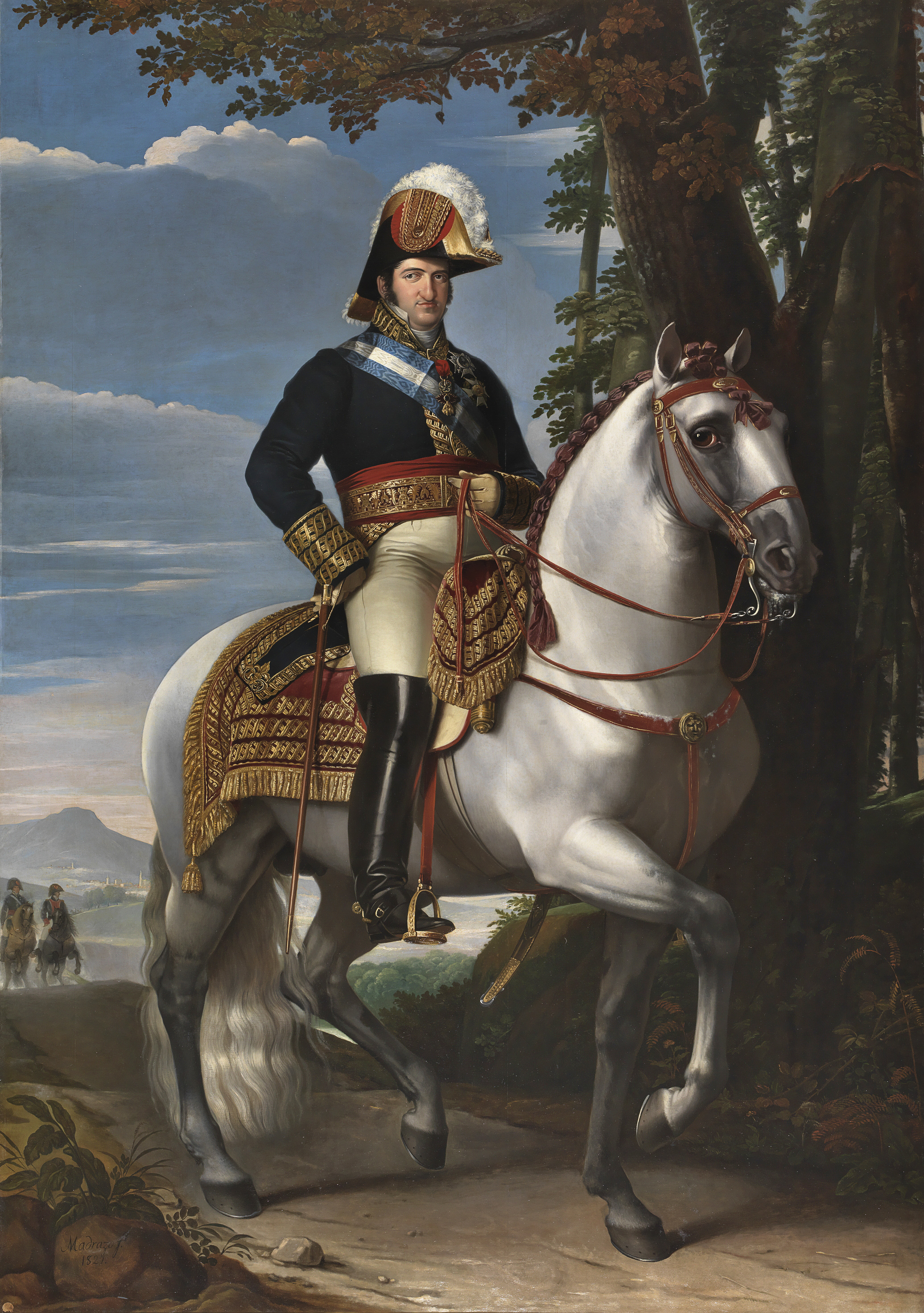
Portrait équestre de Ferdinand VII par José de Madrazo (1821), musée du Prado.

La « contre-révolution » commença dès le 9 mars 1820, lorsque Ferdinand VII jura pour la première fois sur la Constitution de 1812 et celui qui la mena fut le roi lui-même, qui n’accepta jamais le régime constitutionnel, et bien qu’il ne rompît jamais avec lui, il conspira depuis le premier moment pour l’abattre,,,. « Ferdinand VII se plaça au centre des initiatives menées contre le constitutionnalisme, pas seulement pour que ceux impliquées dans ces actions prennent son nom comme étendard, avec la religion, mais aussi parce que le roi dirigea personnellement et directement les actions les plus importantes destinées à favoriser le changement de régime ».
Très tôt les partidas realistas commencèrent à agir — les premières dont on ait la trace apparurent en Galice dès avril 1820 —, organisées par des absolutistes exilés en France et en lien avec le palais royal. Les méthodes et la manière d’opérer des partidas étaient très similaires à celles qu’avait utilisées la guérilla durant la guerre d’indépendance — d’ailleurs certains guérilleros militeraient ensuite dans le camp royaliste —,.
Pour sa part, Ferdinand VII fit usage de ses pouvoirs constitutionnels, comme le droit de véto suspensif jusqu’à deux reprises, pour faire obstacle, retarder ou, dans certains cas, empêcher la promulgation de certaines lois approuvées par les Cortès. Ce fut ce qui arriva avec la loi sur les ordres monastiques et la réforme du clergé régulier, que le roi refusa de sanctionner en alléguant des problèmes de conscience, bien qu’il finît par les signer après une grande agitation dans les rues de Madrid,. De plus, il s’affronta très fréquemment avec les membres du gouvernement. En une occasion il leur dit : « Vous êtes les uniques défenseurs que me donne la constitution et vous m’abandonnez […]. Vous consentez à ces sociétés patriotiques et autres désordres, avec lesquels il est impossible de gouverner et, en un mot, m’abandonnez, étant le seul à suivre fidèlement la constitution ». L'historien Josep Fontana commente : « il mentait, bien sûr, puisqu’il conspirait dans le dos de son gouvernement, en encourageant les partidas realistas, en tentant de créer des régences à l’étranger et en suppliant les monarques de la Sainte-Alliance de venir le libérer de cette horrible captivité. Le Ferdinand qui fait des protestations sur la base de son respect à la constitution est le même qui maintenait une correspondance en secret avec Louis XVIII de France et avec le tsar de Russie ».
D’autre part, Ferdinand VII fut impliqué dans la conspiration absolutiste menée par le curé Matías Vinuesa (es), aumônier d’honneur du roi, qui fut découverte en janvier 1821,,,. Lorsque le 4 mai fut rendue publique la sentence qui condamnait Vinuesa à dix ans d’emprisonnement, un présumé groupe de libéraux « exaltés », qui trouvèrent la peine trop clémente, assaillirent la prison où il était détenu et l’assassinèrent à coups de marteaux,,,,.
Durant le printemps 1822, les actions des partidas realistas augmentèrent considérablement, surtout en Catalogne, en Navarre, en Galice, en Aragon et au Pays valencien et il y eut plusieurs amorces de rébellions absolutistes, la plus importante ayant eu lieu à Valence le 30 mai 1822, étouffée le jour suivant — le 4 septembre le général Elío, qui avait déjà été l’auteur du pronunciamiento ayant restauré l’absolutisme en 1814, fut exécuté par garrot d’étranglement après avoir soulevé les artilleurs de la citadelle de Valence (es) —,,

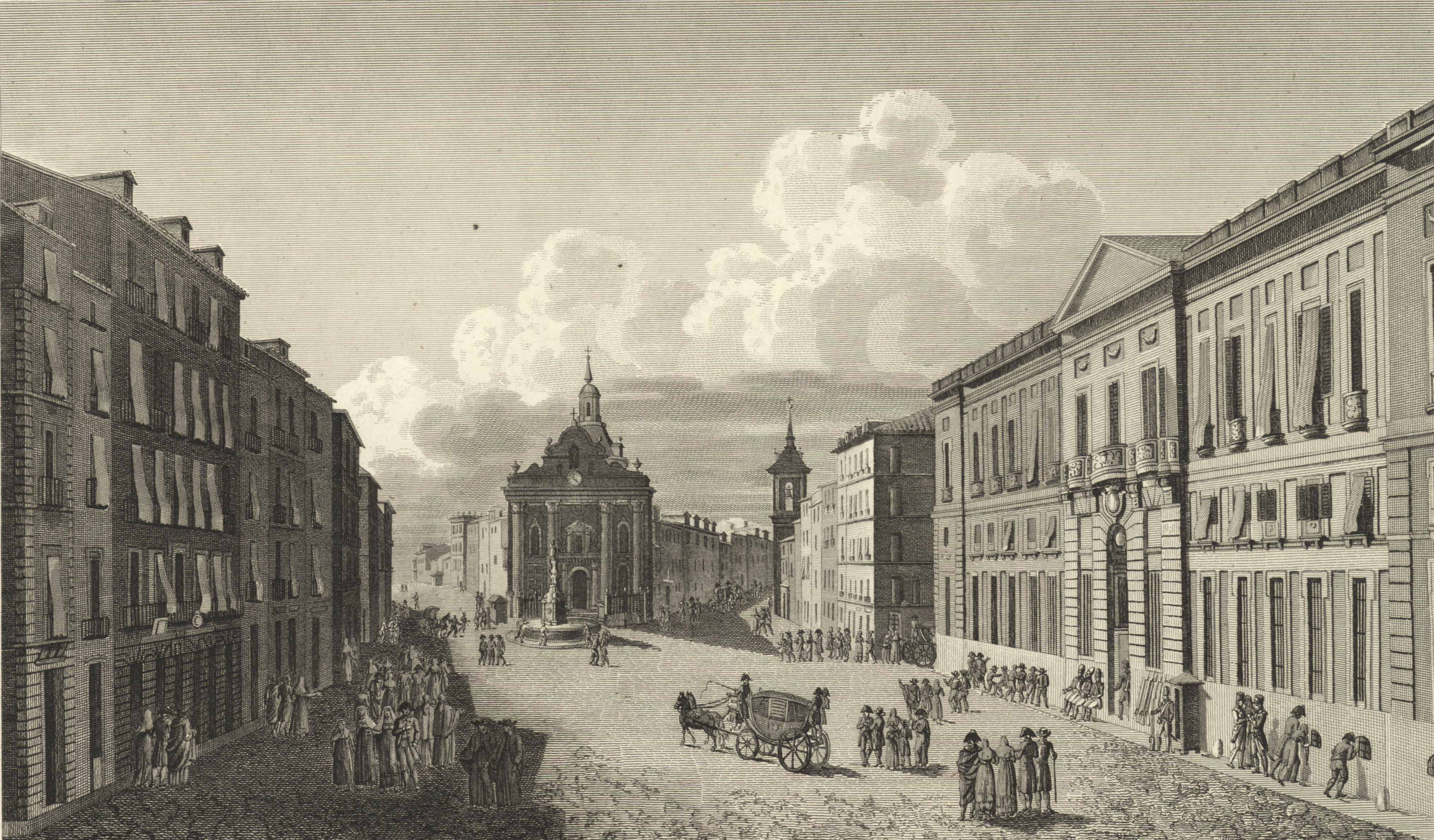
Vue de la Puerta del Sol en 1820.

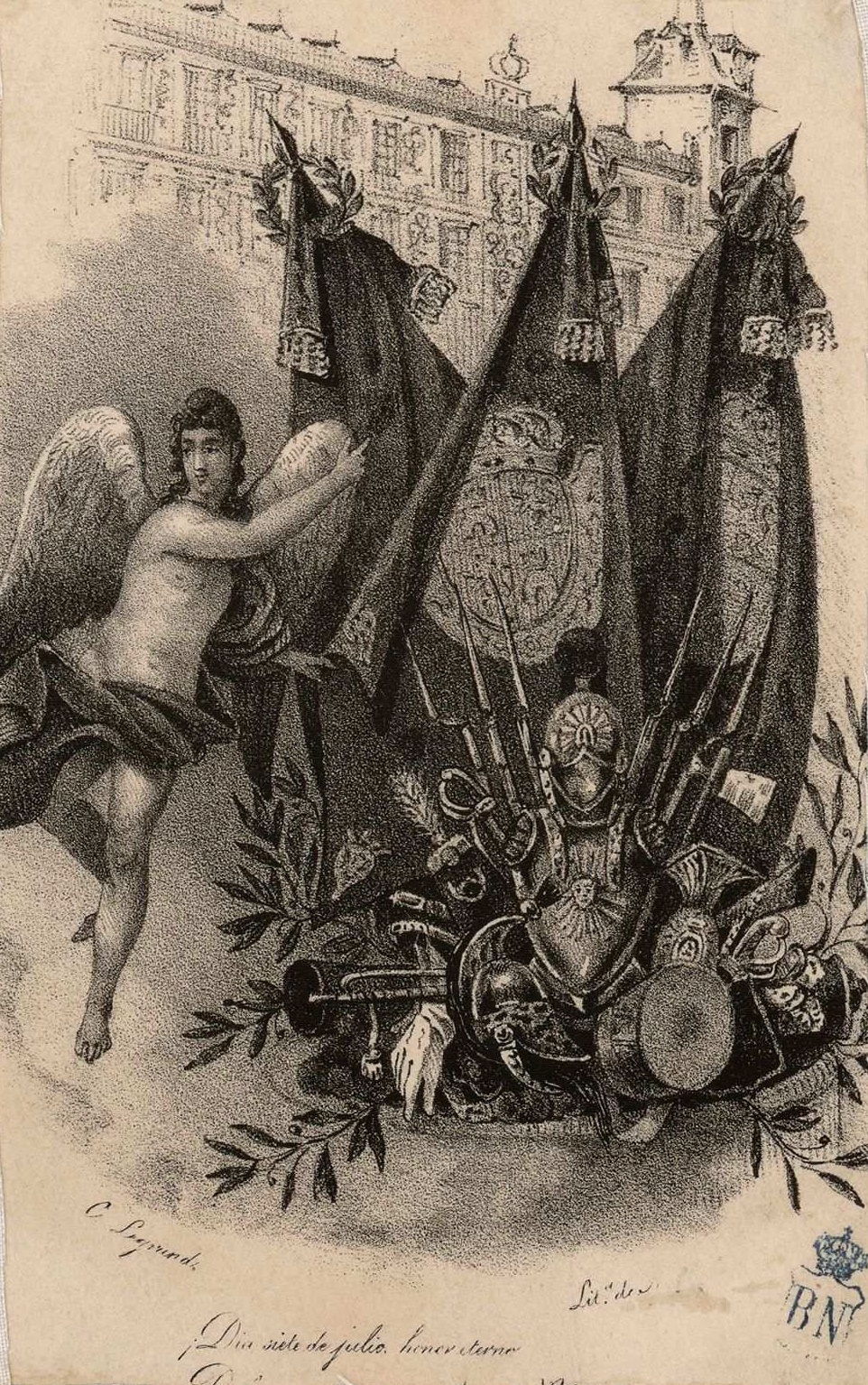
Luis Carlos Legrand, Alegoría del 7 de julio (Allégorie du 7 juillet, lithographie).

En juillet 1822 eut lieu une tentative de coup d’État suivant le modèle de la conspiration de Vinuesa de l’année précédente. Il s’agit de la plus sérieuse tentative de coup d'État absolutiste, qui marqua un point d’inflexion dans le Triennat libéral. La Garde royale se souleva, avec la connivence du monarque lui-même, qui fut sur le point « de partir avec les insurgés pour se mettre à la tête de la contre-révolution ». Le roi l’envisagea avec le gouvernement de Francisco Martínez de la Rosa, dont les membres restèrent la plus grande partie du temps au palais royal comme prisonniers virtuels — des ordres étaient préparées pour leur emprisonnement —, mais celui-ci le lui déconseilla car le risque encouru était trop grand.
Le 1er juillet, quatre bataillons de la Garde royale abandonnèrent leurs garnisons de la capitale pour se concentrer à proximité de la proximité d’El Pardo (es), tandis que les deux autres bataillons surveillaient le palais royal. Tôt dans la matinée du 7 juillet, ils se lancèrent sur Madrid. La Milice nationale, groupes de civils armés par la municipalité, et le « Bataillon sacré », mené par le général Evaristo San Miguel, leur firent face sur la Plaza Mayor. Les gardes se virent contraints à reculer jusqu’à la Puerta del Sol, où se déroulèrent les combats les plus intenses, puis vers la palais royal, où ils se refugièrent pour prendre la fuite. L’action de la Garde royale n’avait obtenu aucun soutien populaire. Ses membres furent poursuivis par l’armée et les miliciens. Un très petit nombre parvint à s’unir aux partidas realistas Après l’échec du coup, « le roi agit comme s’il n’avait rien à voir avec ce qui s’était passé. Il félicita les forces de la liberté […] et expulsa […] les courtisans les plus identifiés avec la conspiration […]. Les ministres qui avaient été pris en otages durant six jours purent finalement rentrer chez eux ».
La victoire fut pour les miliciens et les volontaires qui réussirent à vaincre les gardes royaux, : « Le 7 juillet devint une journée héroïque pour la mémoire du libéralisme, à travers la construction d’un récit en vertu duquel le peuple de Madrid avait vaincu l’absolutisme et sauvé la Constitution ».
Comme l’a souligné Juan Francisco Fuentes, « l’échec du coup d’État du 7 juillet 1822 marqua un avant et un après dans l’histoire du Triennat libéral : après cette journée, le pouvoir passa des modérés aux exaltés ». En effet, les libéraux modérés se trouvant totalement discrédités par l'attitude ambigüe qu’ils, ou du moins les anilleros, avaient maintenue durant la tentative de coup d’État absolutiste, le roi se vit contraint à nommer le 5 août un cabinet rassemblant des libéraux exaltés, dont l'homme fort était le général Evaristo San Miguel, un des héros du 7 juillet et l’un des participants au pronunciamiento de Riego, qui occupait le département du secrétariat d’État. Le coup manqué eut également d’autres conséquences : « Les ennemis du libéralisme prirent bonne note de l’incapacité de l'absolutisme espagnol pour abattre par ses propres moyens le régime constitutionnel […]. Cette analyse de l’échec du coup fit que dorénavant presque toute la pression sur la régime vint de l’extérieur, où le libéralisme avait de vieux ennemis ».

### La guerre civile de 1822-1823: la «régence d’Urgell»

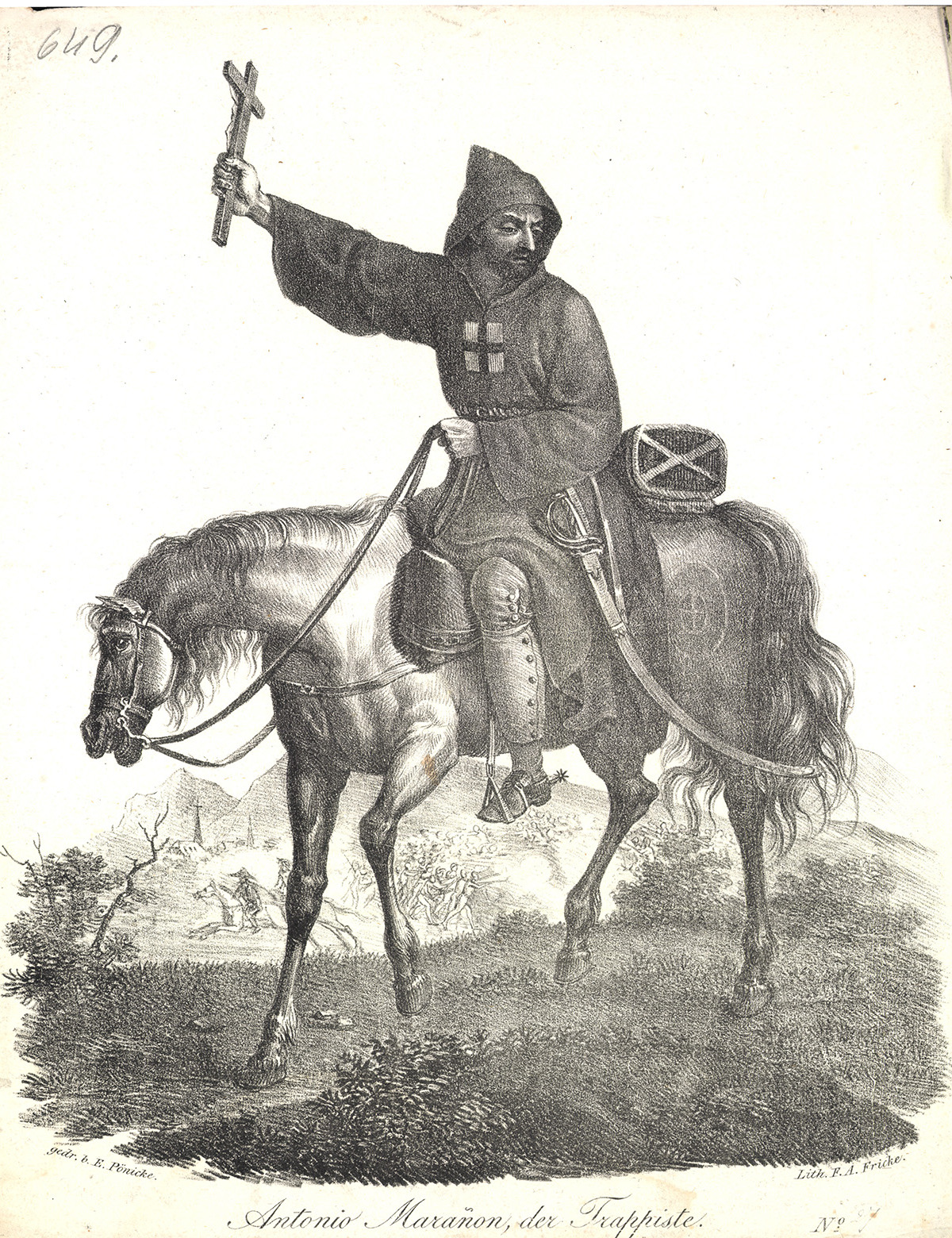
Antonio Marañón dit El Trapense, lithographie de Friedrich August Fricke (1784-1858). Il fut l’un des chefs de partidas realistas les plus célèbres. Selon l’ afrancesado Sebastián Miñano, sa tenue extravagante contribua à exalter le peuple en sa faveur, car il était vu comme un homme inspiré par Dieu, comparable à ceux dont parlent les Écritures.

À partir du printemps 1822, le soulèvement royaliste organisé depuis l’exil, appuyé en Espagne par un dense réseau contre-révolutionnaire, au sommet duquel se trouvait le roi, s’étendit de sort que « durant l’été et l'automne en Catalogne, au Pays basque et en Navarre on vécut une véritable guerre civile dans laquelle il était impossible de rester à la marge, et dont fit les frais la population des deux camps : représailles, réquisitions, contributions de guerre, mises à sac, , etc. » Les royalistes parvinrent à former une armée qui compta entre 25 000 et 30 000 hommes.
Le fait qui impulsa de façon définitive la guerre civile fut la prise de la forteresse de La Seu d'Urgell le 21 juin par les chefs des partidas realistas Romagosa et El Trapense. Le lendemain y fut établie la Junte supérieure provisoire de Catalogne, qui mit ses efforts dans la création d’une armée régulière et l'établissement d’une administration dans les zones de l'intérieur de la Catalogne occupées par les royalistes, suivie un mois et demi plus tard, le 15 août, par la dénommée « régence d'Urgell », « établie à la demande des peuples » et « désireuse de libérer la Nation et son Roi du cruel état dans lequel ils se trouvent »,. La régence fut formée par le marquis de Mataflorida, le baron d’Eroles et Jaume Creus i Martí, archevêque de Tarragone,,,,. La justification de la régence résidait dans l’idée défendue par les royalistes selon laquelle le roi était « captif », « séquestré » par les libéraux, de la même manière qu’il l'avait été par Napoléon durant la guerre d’indépendance.
À partir de la constitution de la régence d’Urgell, les royalistes consolidèrent leur domination sur d’importantes zones du nord-est et du nord de l’Espagne en établissant leurs propres institutions pour administrer ce territoire. Pour sa part, le roi Ferdinand VII maintenait en secret des échanges épistolaires avec les cours de différents monarques européens — dont le tsar de Russie —, qui approuvaient la formation de la régence, afin de solliciter leur assistance.
Le gouvernement et les Cortès adoptèrent une série de mesures militaires pour faire face à la rébellion royaliste, comme la déclaration de l’état de guerre en Catalogne le 23 juillet. Ces mesures portèrent leur fruit et durant l’automne et l’hiver de 1822-1823, après une dure campagne qui dura six mois, les armées constitutionnelles, dont l’un des généraux était l’ancien guérillero Espoz y Mina, renversèrent la situation et obligèrent les royalistes de Catalogne, de Navarre et du Pays basque — environ 12 000 hommes — à fuir en France, et ceux de Galice, de Vieille-Castille, de la province de León et d’Estrémadure — environ 2 000 hommes — à fuir au Portugal. La régence elle-même dut abandonner l’Urgell, assiégé par l’armée d’Espoz y Mina depuis le mois d’octobre et la prise de Cervera le mois antérieur, et traverser la frontière,,.
Après les multiples échecs des royalistes — tentative de coup d’État de juin 1822, soulèvement armé des partidas realistas et tentative politique de la régence d'Urgell —, il devint clair que la seule option restante pour ceux-ci était une intervention militaire étrangère,, comme l’affirma positivement le comte de Villèle, chef du gouvernement français qui avait déjà apporté un soutien considérable aux partidas, faisant ainsi un premier pas vers l’approbation de l’implication de l’armée française à travers la dite « expédition d’Espagne ».

### Fin de la révolution: l’expédition d’Espagne
Le congrès de Vérone convoqué par la Quadruple Alliance — devenue de facto la Quintuple Alliance depuis l’incorporation du royaume de France en 1818 — et célébré entre le 20 octobre et le 14 décembre 1822, traita notamment des dangers représentés par la révolution espagnole pour l’Europe monarchique. Les plus fermes partisans de l’intervention militaire en Espagne pour mettre fin au régime constitutionnel furent le tsar de Russie Alexandre Ier et le roi de France Louis XVIII, ce dernier cherchant à redonner du prestige international au régime de la Restauration. Pour sa part, le chancelier autrichien Metternich proposa l’envoi de « Notes formelles » au gouvernement de Madrid afin qu'il modère ses positions et, en cas d’absence d’une réponse satisfaisante, de rompre les relations diplomatiques avec l’État espagnol,.

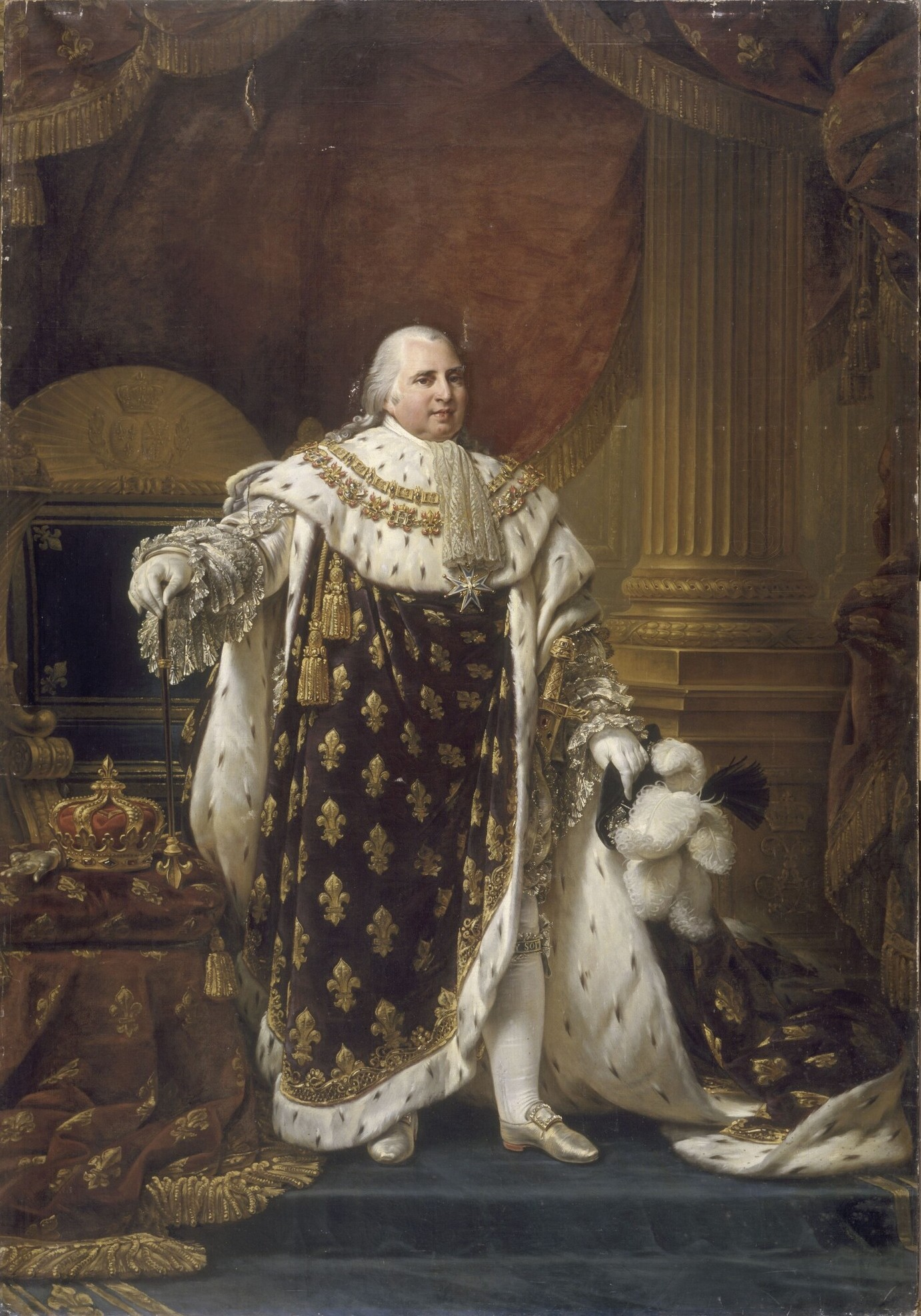
Le roi de France Louis XVIII décida, avec son gouvernement, d’envahir l’Espagne afin d’abattre le régime constitutionnel. Depuis la découverte en 1935 du fait que le traité secret de Vérone était une falsification, il fut démontré que l’expédition d’Espagne ne fut pas décidée au congrès de Vérone ni menée au nom de la Sainte Alliance.

Les notes diplomatiques furent reçues à Madrid entre fin 1821 et début 1822 — la note française concluait avec la menace d’une invasion dans le cas où « la noble nation espagnole ne trouve pas par elle-même remède à ses maux, maux dont la nature inquiète tant les gouvernements d’Europe que cela les force à prendre des précautions toujours douloureuses. » — et furent catégoriquement rejetées par l’homme fort du gouvernement espagnol, Evaristo San Miguel, secrétaire du Bureau d’État, qui reçut l’appui des Cortès, de l’opinion publique et même du roi. San Miguel répondit : « La nation espagnole ne reconnaîtra jamais dans aucune puissance le droit d’intervenir ni de se mêler de ses affaires ». En conséquence, les ambassadeurs des « puissances du nord » (Autriche, Prusse et Russie) abandonnèrent Madrid ; un peu plus tard, le 26 janvier, l’ambassadeur français fit de même. Seul restait alors à Madrid l’ambassadeur britannique, dont le gouvernement n’avait envoyé aucune note et s'était retiré du congrès de Vérone,. L’Espagne se trouva ainsi isolée sur le plan international, dans l'attente de connaître la forme que prendrait la menace et l’incertitude quant à la posture du Royaume-Uni.
Au congrès de Vérone, l’Autriche, la Prusse et la Russie s’engagèrent à appuyer la France si celle-ci décidait d’intervenir en Espagne uniquement dans trois éventualités, :
- si l’Espagne attaquait directement la France ou si elle tentait de le faire à travers de la propagande révolutionnaire ;
- si le roi d’Espagne était déchu de son trône, ou si sa vie ou celle de sa famille était mise en danger ;
- si un changement susceptible d'affecter le droit de succession dans la famille royale espagnole avait lieu.

Bien qu’aucune de ces conditions ne se réalisât, la France envahit l'Espagne en avril 1823. Depuis la découverte en 1935 du fait que le supposé protocole secret signé par la Russie, la Prusse, l'Autriche et la France était une falsification, il fut démontré que l’expédition d'Espagne ne fut pas décidée au congrès de Vérone ni au nom de la Sainte Alliance. L’invasion de l’Espagne fut décidée par le rois français Louis XVIII et par son gouvernement — surtout après que, le 28 décembre 1822, François-René de Chateaubriand prit en charge la direction de la politique extérieure avec l’objectif de rendre à la France son statut de grande puissance militaire —, avec le soutien plus ou moins explicite ou la neutralité des autres puissances de la Quintuple Alliance.
Dans son discours d’ouverture devant le Parlement le 28 janvier 1823, Louis XVIII informa de l’échec des approches diplomatiques menées avec l’Espagne, qu’il considérait comme achevées — deux jours auparavant, l’ambassadeur français avait abandonné Madrid ; celui d’Espagne à Paris fit de même après avoir pris connaissance du discours —,, puis annonça solennellement sa décision de l’envahir. C’est dans cette déclaration que se trouve l’origine du nom sous lequel fut connu le corps expéditionnaire français en Espagne aux ordres du duc d’Angoulême, les « cent-mille Fils de Saint Louis »,,,,,,.

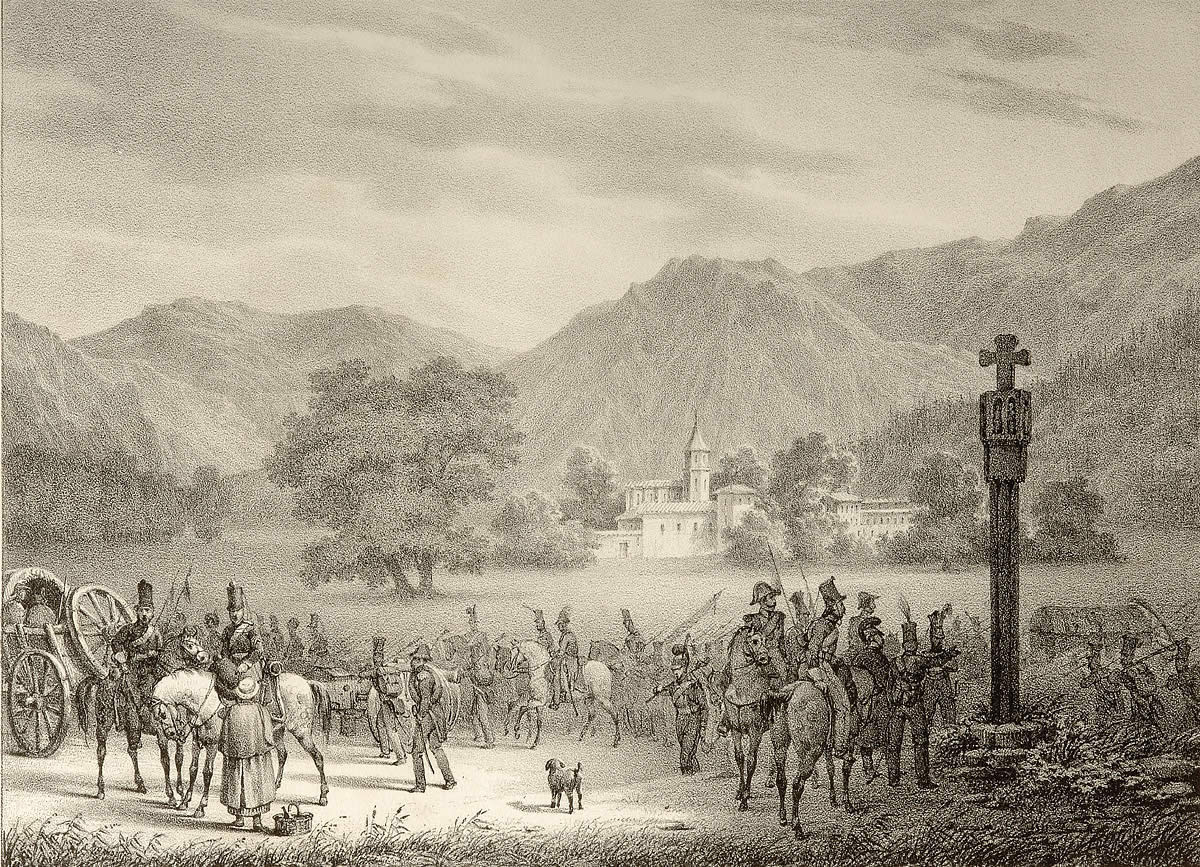
Plaine de Roncevaux (1823), lithographie de Victor Adam représentant le passage des cent mille fils de Saint Louis par la commune de Roncevaux (Navarre).

Le 7 avril 1823, la dite « Armée d’Espagne » commença à traverser la frontière espagnole sans déclaration de guerre préalable,. Rassemblant au départ entre 80 000 et 90 000 hommes, leur nombre s’éleva jusqu’à environ 120 000 à la fin de la campagne, dont une partie avaient déjà participé à l’invasion de 1808 par Napoléon,. Ils reçurent l'appui des troupes royalistes espagnols qui s’étaient organisées en France avant l'invasion — entre 12 500 et 35 000 hommes selon les sources —,,. Au fur et à mesure de leur avancée, les troupes royalistes furent rejointes par les partidas realistas qui avaient survécu à l’offensive de l'armée constitutionnelle. L’historien Juan Francisco Fuentes souligne la situation paradoxale des membres des partidas, qui quinze auparavant avaient lutté contre les Français dans la guerre d’indépendance.
Le gouvernement mené par Evaristo San Miguel organisa les forces espagnoles en quatre armées. Toutefois, seul la deuxième — le plus nombreux, avec 20 000 hommes, et le mieux préparé —, commandé par le général Espoz y Mina, fit réellement face aux envahisseurs, en Catalogne. Les trois autres généraux — le comte de La Bisbal, au commandement de l’armée de Réserve de Nouvelle-Castille ; Pablo Morillo à la tête des forces de Galice et des Asturies ; Francisco Ballesteros, dirigeant les troupes de Navarre, d’Aragon et de la Méditerranée — n’opposèrent pas de franche résistance,,,. L’armée française put ainsi avancer vers le sud sans grande difficulté et entra à Madrid le 13 mai — la rapidité de la campagne peut néanmoins être trompeuse car les Français avaient avancé sans occuper la plus grande partie des places fortes —,,.
À l’exception de quelques villes qui démontrèrent une grande capacité de résistance — comme La Corogne qui résista jusqu'à fin août, Pampelune et Saint-Sébastien, qui ne capitulèrent qu'en septembre, ou Barcelone, Tarragone, Carthagène et Alicante qui poursuivirent la lutte jusqu’en novembre, plus d’un mois après la défaite du régime constitutionnel,, —, il n’y eut pas de résistance populaire à l'invasion et pas de formation de guérillas anti-françaises comme durant la guerre d’indépendance ; c’est même plutôt le contraire qui survint : les partidas realistas se joignirent aux troupes de l'envahisseur. La situation était bien différente : le roi n’était pas prisonnier des Français — au contraire, nombreux étaient ceux qui le présentaient comme un otage des libéraux — et la religion catholique ne courait pas de danger,.

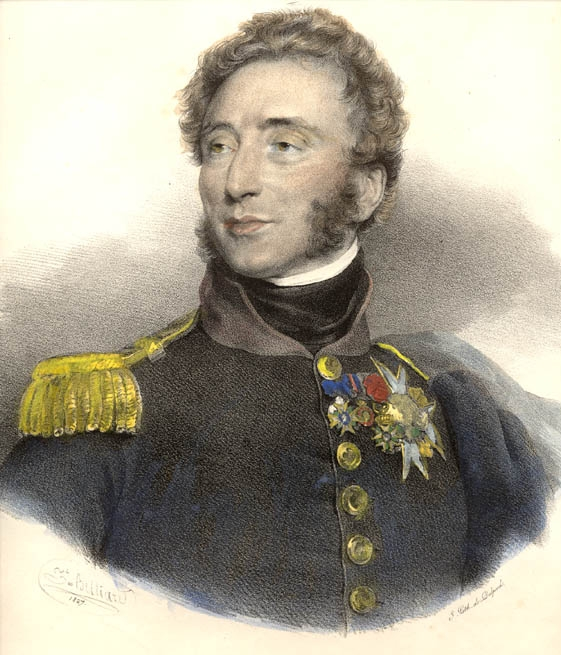
Louis de France, duc d’Angoulême, commandant en chef de l'Armée d'Espagne.

Lorsque le duc d'Angoulême entra à Madrid le 23 mai, salué par les carillons de toutes les églises de la capitale, il nomma une régence présidée par le duc del Infantado, .
Au fur et à mesure que les troupes françaises avancèrent vers le sud, les royalistes espagnols déchaînèrent une explosion générale de violence contre les libéraux, menant de nombreuses exactions dans un esprit de revanche et sans soumission à aucune norme ou autorité. Le duc d’Angoulême se sentit dans l'obligation d’intervenir et promulgua le 8 août 1823 l’ordonnance d'Andújar (es), qui retirait aux autorités royalistes la faculté de réaliser des persécutions et arrestations pour motifs politiques, qu'il réservait aux autorités françaises,. Le rejet royaliste fut immédiat et déboucha sur une insurrection de l'Espagne absolutiste contre les Français qui fut couronnée de succès car le 26 août le duc d’Angoulême modifia le décret — aboutissant de fait à sa quasi dérogation —, sous la pression du gouvernement français, inquiet de la crise qui se déroulait et de l’opposition de la Sainte Alliance à l’ordonnance,,. Après la modification, les violences reprirent avec une grande vigueur, si bien que l'historien Josep Fontana en est arrivé à les qualifier de « terreur blanche ».

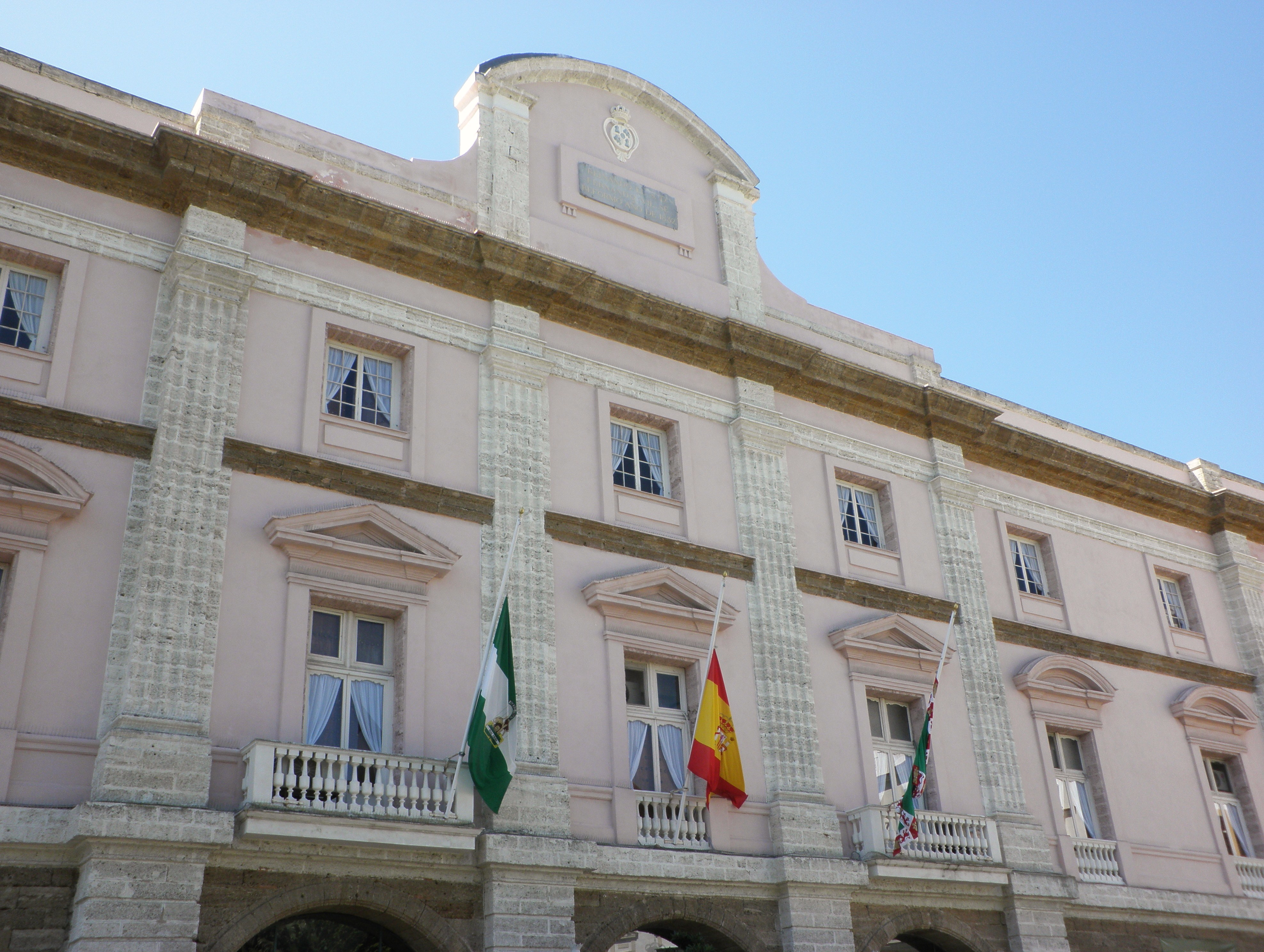
Le palais de la Douane de Cadix, résidence du roi au cours de l'attaque française de 1823. Depuis le toit en terrasse du bâtiment, Ferdinand VII se divertit avec des cerfs-volants et en observant les assaillants avec des longues-vues. La question de savoir si l’utilisation de cerfs-volants fut une simple diversion ou un moyen de communiquer par signes avec l'envahisseur. On sait en revanche que le monarque utilisa différents moyens pour rester en contact avec les royalistes et les Français et leur demanda de le secourir.

Le 9 juin, les troupes françaises traversaient le Despeñaperros, vainquant les forces du général Plasencia qui leur fit face, le chemin vers Séville — où se trouvait à ce moment le gouvernement, les Cortès, le roi et sa famille — étant ainsi dégagé. Face à la menace d'invasion, les Cortès et le gouvernement — deux gouvernements en réalité, l'un présidé par Evaristo San Miguel et l’autre par Álvaro Flórez Estrada —, avaient abandonné Madrid le 20 mars — trois semaines avant que le premier soldat français traverse la frontière —,, pour se diriger vers le sud, s’établissant le 10 avril à Séville, où ils conduisirent de force Ferdinand VII et la famille royale,. Le seul souhait du roi était en réalité de se trouver le plus vite possible en présence des « étrangers ».
Les Cortès rouvrirent leurs sessions le 23 avril, et le roi signa la déclaration de guerre à la France le lendemain. Peu après, le cabinet dirigé par San Miguel démissionna, ce qui aurait dû donner lieu à un nouvel exécutif présidé par Flórez Estrada, mais l'opposition d’un groupe nombreux de députés ouvrit une nouvelle crise politique qui ne fut résolue que le mois suivant avec la formation d’un nouveau gouvernement dont la figure principale était l’exalté José María Calatrava, qui n’occupa pas le secrétariat de Bureau de l’État, comme c’était la norme depuis quelque temps, mais celui de Grâce et Justice,,.
Le 11 juin, les Cortès décidèrent de se transférer à Cadix, et d’y emmener le roi et sa famille, de nouveau contre leur volonté,,. Ferdinand VII résista avec plus de ténacité pour ne pas entreprendre le voyage, si bien que les Cortès, alléguant qu’il souffrait d’une « léthargie passagère » et, en accord avec la Constitution, l’inhabilitèrent pour « empêchement moral » pour exercer ses fonctions et nommèrent une régence — formée de Cayetano Valdés y Flores, Gabriel Císcar et Gaspar de Vigodet — qui détiendrait les pouvoirs de la Couronne durant le séjour à Cadix,,,,,,. La réponse de la régence royaliste installée à Madrid par le duc d’Angoulême fut de promulguer le 23 juin un décret qui inculpait pour lèse-majesté tous les députés qui avaient participé aux délibérations pour inhabiliter le roi — ce fut le « délit » au nom duquel le général et héros libéral Rafael del Riego fut pendu —,. Dès qu’ils arrivèrent à Cadix le 15 juin, la régence constitutionnelle prit fin et le roi récupéra ses pouvoirs,.
Comme treize ans auparavant, Cadix fut assiégée par l'armée française,,. Dans la nuit du 30 au 31 août, les troupes françaises prirent le fort Louis et vingt jours plus tard celui de Sancti Petri, rendant dès lors toute résistance impossible,,,,. Cette fois, Cadix n’avait pas bénéficié de l’aide de la flotte britannique comme en 1810,.

### «Libération» de Ferdinand VII et restauration de la monarchie absolue

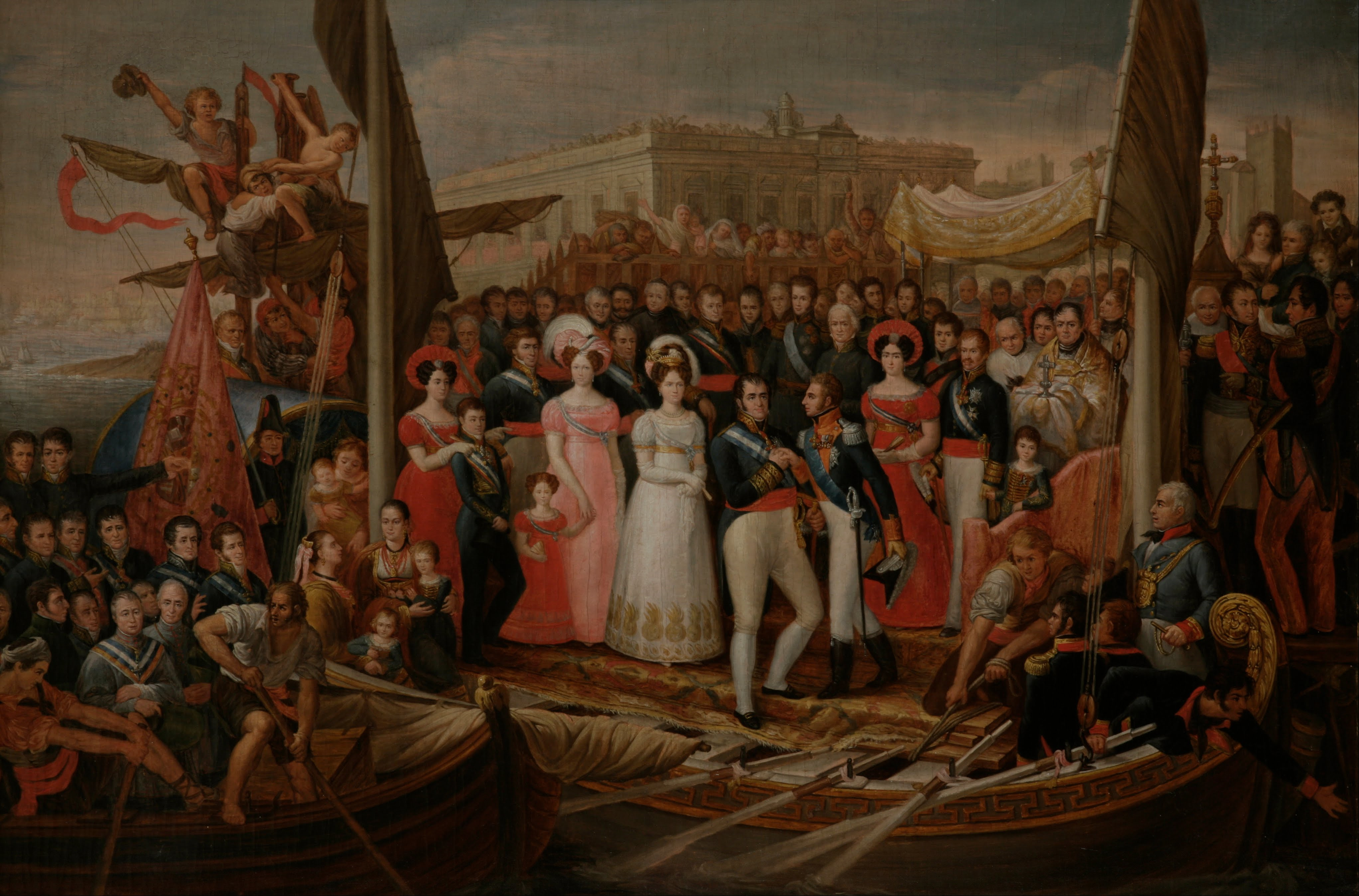
Tableau de José Aparicio représentant le débarquement de Ferdinand VII à El Puerto de Santa María après avoir été libéré de sa captivité à Cadix. Il est reçu par le duc d’Angoulême, commandant de l'Armée d’Espagne française et par le duc del Infantado, président de la régence absolutiste nommée par les Français.

Le 30 septembre 1823, après près de quatre mois de siège, le gouvernement libéral décida, avec l’approbation des Cortès, de laisser partir le roi Ferdinand VII, qui s’entretint le lendemain avec le duc d’Angoulême et le duc del Infantado, président de la régence absolutiste nommée par les Français, à El Puerto de Santa María, sur la rive opposée de la baie de Cadix,,,. Une bonne part des libéraux qui se trouvaient à Cadix fuirent en Angleterre via Gibraltar, car ils pensèrent que le roi ne tiendrait pas sa promesse, faite peu avant d’être « libéré », de promouvoir la réconciliation et le pardon entre les deux camps, « un oubli général, complet et absolu de tout ce qui s’était passé, sans aucune exception ». Il ne s’étaient pas trompés,,,,
Dès que Ferdinand retrouva la liberté, et à l’encontre du conseil du duc d’Angoulême qui demandait d’« étendre l’amnistie le plus possible » et d’éviter à tout prix de retomber dans une situation similaire à celle qui s’était produite en 1820 — auxquels se contenta de répondre « Vive le roi absolu ! » —, il promulgua, à peine débarqué, un décret dans lequel il dérogeait l’ensemble de la législation du Triennat libéral — ce faisant il ne tint pas non plus la promesse qu’il avait faite au roi de France et au tsar de Russie qu’il n’allait pas « régner à nouveau sous le régime que l’on dit absolu » —,,,,,,,.

Plus tard, Ferdinand VII écrivit en se rappelant ce 1er octobre où il arriva à El Puerto de Santa María : 

« Jour heureux pour moi, pour la famille royale et pour toute la nation ; puisque nous retrouvâmes à partir de ce moment notre très désirée et juste liberté, après trois ans, six mois et vingt jours du plus ignominieux esclavage, dans lequel parvinrent à me mettre sur la base de spéculation une poignée de conspirateurs, et d’obscurs et ambitieux militaires qui, ne sachant même pas écrire leurs noms, s’érigèrent eux-mêmes en régénérateurs de l'Espagne, l’imposant à la force des lois qui les convenaient le plus pour atteindre leurs sinistres fins et faire leurs fortunes, détruisant la nation. »

Le 30 novembre 1823, le duc d’Angoulême donna le dernier ordre général depuis Oiartzun, près de la frontière, dans lequel il considérait la campagne menée comme un plein succès et félicitait ses troupes pour le zèle dont elles avaient fait preuve. Le lendemain, il traversait la frontière par le Bidassoa. La campagne d’Espagne, qui avait duré sept mois et demi, se conclut comme un authentique triomphe pour Ferdinand VII.

## La Décennie abominable

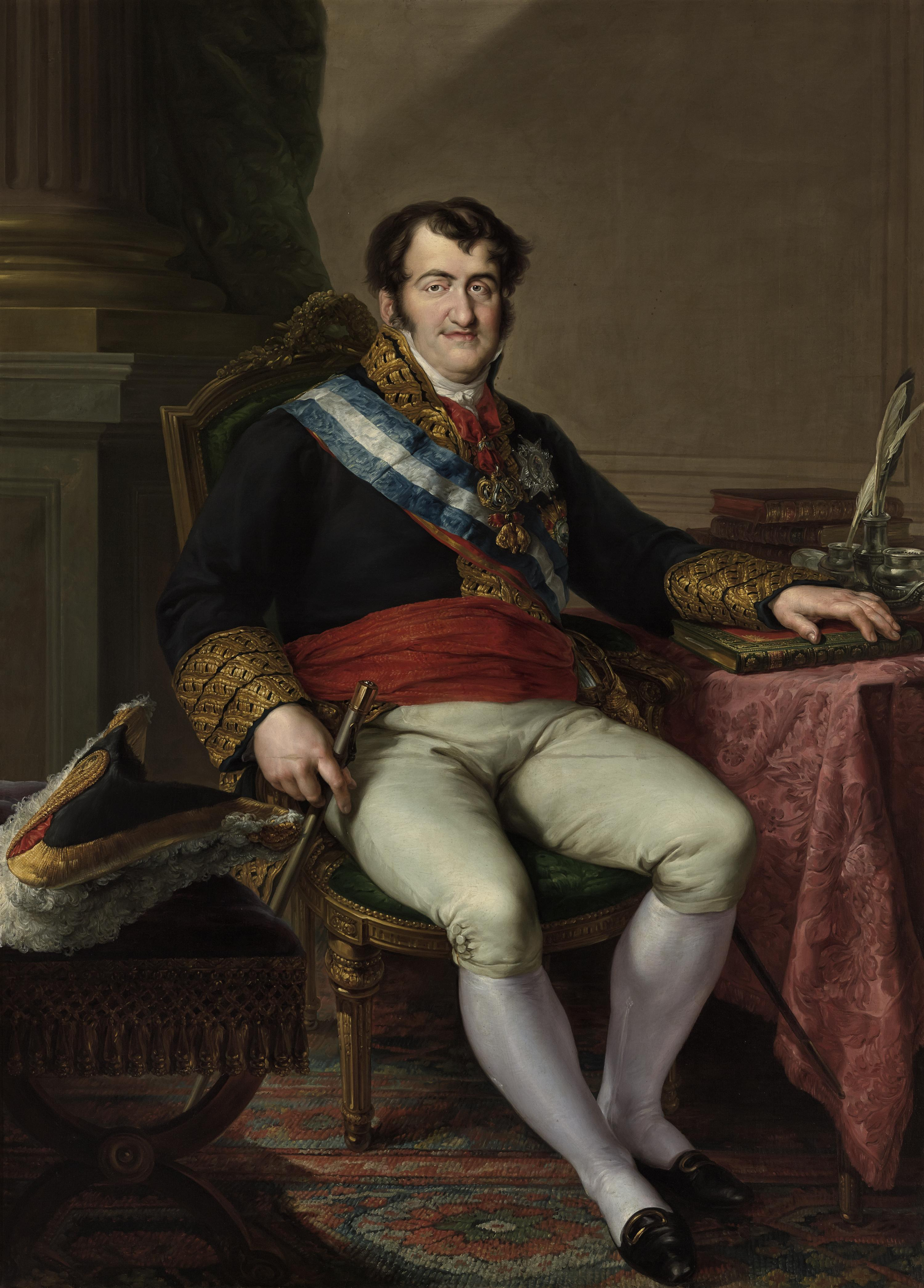
Portrait de Ferdinand VII par le peintre Vicente López réalisé en 1828 sur demande de la Banque de Saint-Charles. L’historien Emilio La Parra López le décrit ainsi : Portant l’habit de capitaine général, avec toues les décorations importantes et le sceptre dans la main droite, posture peu habituelle dans l’histoire espagnole des portraits royaux, avec la main gauche posée sur des livres posés sur une table. Sur la tranche de l’un d’eux on peut lire : 'R. CÉDULA DEL BANCO DE S. FERNANDO'. L’obésité et le dégarnissement des cheveux sont bien manifestes. Cette toile, a dit J.L. Díez, offre 'sans doute l’image la plus sincère du monarque, bouffi, dans son âge mûr'. Elle est aussi celle du roi réformiste, inquiet de développer l’économie du royaume.

L'expression de « Décennie abominable » (« Década Ominosa ») fut forgée par les libéraux qui souffrirent répression et exil au cours de ces dix années. L’hispaniste français Jean-Philippe Luis a apporté des nuances à cette vision de la période : « D’une part, la décennie abominable ne se réduit pas à une fin du monde mais participe à la construction de l’État et de la société libérale. D’autre part, le régime est en même temps tyrannique et volontairement ou involontairement réformateur ».

### Répression et exil
Dès que Ferdinand VII récupéra ses pouvoirs absolus le 1er octobre, à l’encontre de sa promesse de pardon et des conseils du duc d’Angoulême, la répression fut féroce et arbitraire, bien plus qu’en 1814, à la première restauration de l’absolutisme (es), entre autres raisons parce qu’il y avait en 1823 beaucoup plus de libéraux que neuf ans auparavant,,,. De fait, durant les années qui suivirent, les troupes françaises qui restèrent en Espagne en vertu de l'accord signé entre les deux monarchies intervinrent à de nombreuses occasions pour protéger la population à propension libérale du harcèlement et des excès répressifs de l’absolutisme.

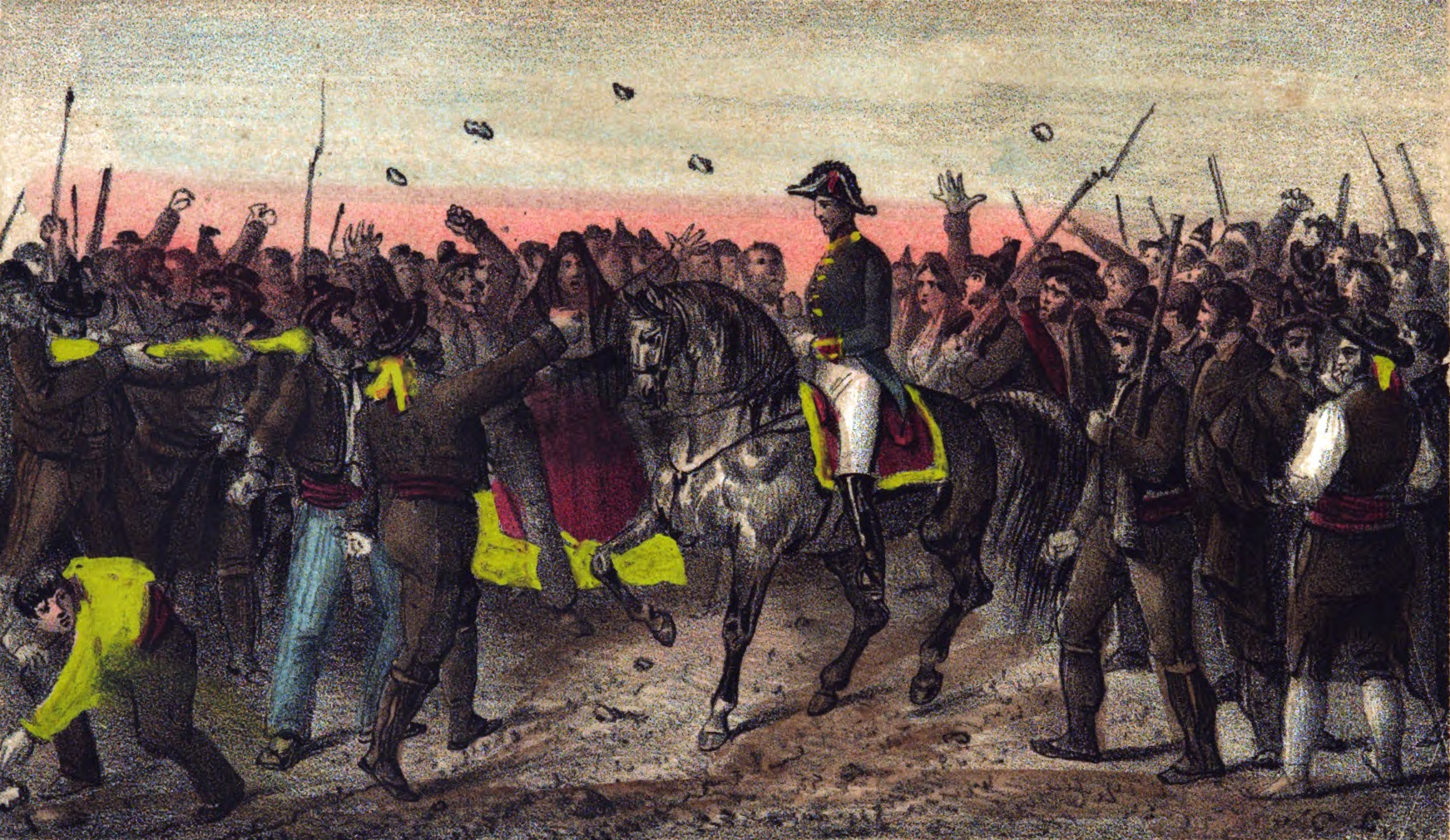
Lithographie de J. Donon représentant Rafael del Riego conduit par les royalistes à la prison de La Caroline.

Le symbole de la dure répression menée par Ferdinand VII fut la pendaison sur la plaza de la Cebada (es) de Madrid du général Rafael de Riego, icône du libéralisme, le 7 novembre 1823,. Un autre exemple fut celui de Juan Martín Díez « El Empecinado » (« L’Obstiné »), guérillero et héros de la guerre d'indépendance, qui passa plus de vingt ans en prison dans des conditions inhumaines jusqu’à ce qu’il fût pendu le 19 août 1825 après un procès fantoche,,.

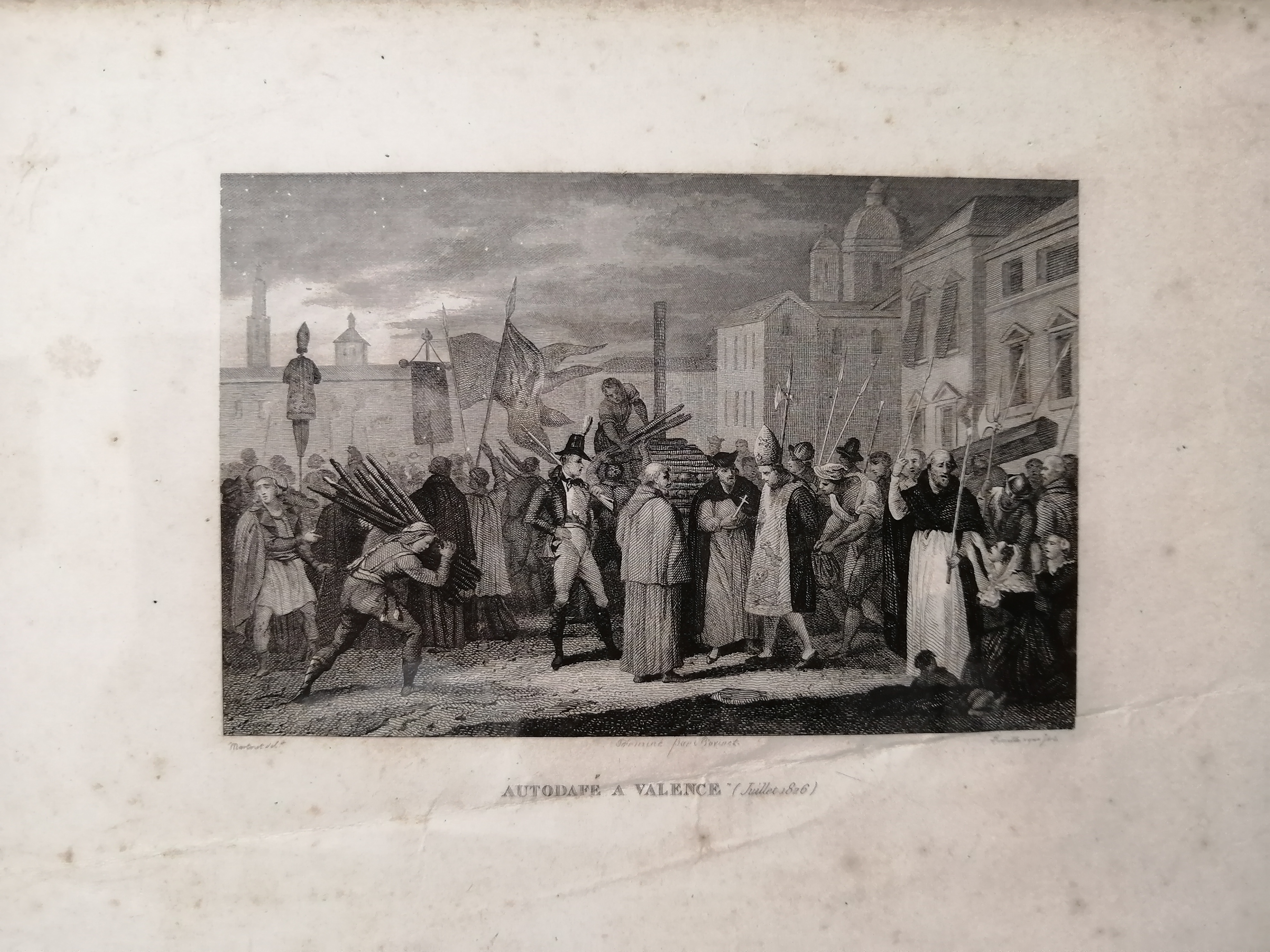
Gravure intitulée Autodafé à Valence (juillet 1826), censée représenter l’exécution pour hérésie de, mais représente en réalité un autodafé de l’Inquisition (l’accusé porte un sambenito et va être brûlé sur le bûcher). Ripoll fut pendu par sentence de la du diocèse de Valence et sont cadavre ne fut brûlé que symboliquement. L'exécution de Ripoll eut lieu sur la place du Marché de Valence (les bâtiments qui apparaissent sur la gravure, probablement inventés, ne correspondent pas à ceux de l’endroit).

Un mois avant la détention d’El Empecinado avaient été décrétées des peines de mort et de prison pour ceux qui s’étaient déclarés partisans de la Constitution de 1812. Des commissions chargées de purger l’administration de l'État ou l’Armée de ceux qui s’étaient manifestés en faveur du régime constitutionnel ou contre le régime absolu furent mises en place rapidement après la restauration de l’absolutisme,. De même, dans quelques diocèses furent créées des Juntes de la foi (es), qui assumèrent une partie des fonctions et méthodes de l’Inquisition, qui ne fut pas restaurée en dépit des pressions des « ultra-absolutistes ». Une de leurs victimes fut le maître d’école déiste valencien Cayetano Ripoll, accusé d’être un « hérétique entêté » (« hereje contumaz ») et exécuté le 31 juillet 1826. Afin de centraliser la répression et éviter les « excès populaires » fut créée en janvier 1824 la Superintendance générale de la Police (es) — premier corps de police créé en Espagne —, qui assuma également le contrôle idéologique autrefois exercé par l’Inquisition.

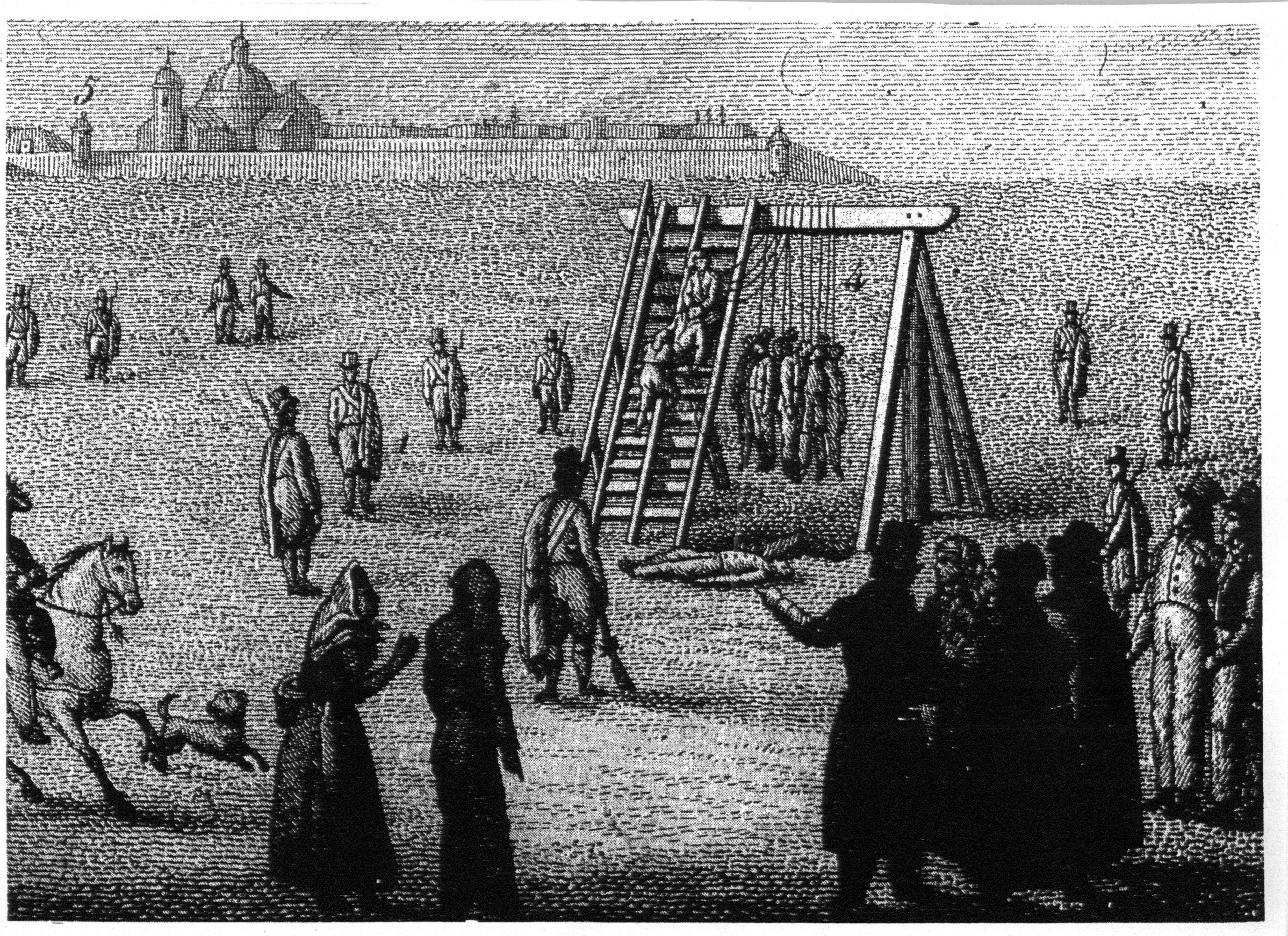
Répression des libéraux à proximité de la citadelle de Barcelone, surveillés par des mossos d'Esquadra sous la supervision du comte d’Espagne, gouverneur de cette place forte à la fin du Triennat libéral.

Le clergé libéral — voire celui qui simplement ne s’était opposé au régime constitutionnel — fut une autre victime d’une répression qui fut surtout menée par l’Église elle-même.
En décembre 1823, le roi ordonna à son gouvernement la « Dissolution de l’armée et la formation d’une autre nouvelle ». Ainsi, des centaines d’officiers furent soumis à des procès d’épuration dont un grand nombre aboutirent à leur expulsion, temporaire ou définitive, de l'Armée.
La pression des puissances européennes obligèrent Ferdinand VII à décréter le 11 mai 1824 « grâce et pardon général » mais cette amnistie incluait tant d’exceptions que dans la pratique elle supposait la condamnation de tous ceux que ces dernières incluaient, si bien qu’elle eut en définitive un effet contraire à celui qu’on était en mesure d'attendre, de nombreuses personnes qui jusqu'alors se croyaient en sécurité abandonnant l’Espagne après sa promulgation,,.
Comme en 1814, la très dure répression menée contre les libéraux provoqua l’exil d’un grand nombre d’entre eux. Il s’agit du plus grand exil politique survenu dans l’Europe de la Restauration (es). Les estimations font état d’entre 15 000 et 20 000 exilés, dont les principales destination furent la France — qui en accueillit environ 77 % —, l’Angleterre — environ 11 % —, Gibraltar et le Portugal,,. De nombreux libéraux avaient été emmenés en France comme prisionniers de guerre — une bonne partie d'entre eux étaient des soldats et sous-officiers de l'armée espagnole et membres de la Milice nationale —. L’Angleterre accueillit la majorité de ceux qui avaient exercé des fonctions publiques dans l’État constitutionnel — députés, secrétaires d’État, chefs politiques, , etc. —, ainsi que des officiers et chefs de l’armée, des journalistes, intellectuels et autres membres remarquable de la classe moyenne ilustrada et libérale, si bien que l’épicentre politique et culturel de l’exil se situa là-bas — c’est là que furent organisés les conspirations visant à renverser l’absolutisme —, tandis qu’en France se trouvaient les secteurs plus populaires.
Les exilés restèrent sous la surveillance et le contrôle de l'État absolutiste. En effet, Ferdinand VII créa à cette fin une police spéciale, nommée « alta policía » (« haute police »), aux ordres directs du secrétaire d’État de Grâce et Justice Calomarde et agissait à la marque de la Superintendance générale de police.
D’autre part, l’exil espagnol, avec les exils napolitain, piémontais et portugais (bien que dans une moindre mesure), « fut central pour le développement d’une police libéral européenne. Apparemment de façon paradoxale, la défaite du constitutionnalisme méridional en 1821-1823 renforça le libéralisme européen au cours des décennies suivantes. L’exil facilita le contact entre libéraux de plusieurs pays et la formation de réseaux internationaux qui maintinrent vif l’engagement politique avec les victimes de représailles ». C’est ainsi qu’apparut un « internationalisme libéral » dans lequel les libéraux exilés et leur expérience du Triennat jouèrent un rôle de premier plan.
Les exilés libéraux purent commencer à rentrer en Espagne après l’approbation d’une première amnistie en octobre 1832, alors que Ferdinand VII était encore en vie, adoptée sur l’initiative de son épouse Marie-Christine de Bourbon-Siciles, et des absolutistes « réformiste », mais incluait de nombreuses exceptions, si bien que le retour définitif ne se produisit qu’après l’approbation d’une deuxième loi d’amnistie en octobre 1833, un mois après la mort du monarque, qui fut élargie en février 1834, après l’arrivée au gouvernement du libéral modéré Francisco Martínez de la Rosa, qui avait déjà dirigé le gouvernement au cours du Triennat libéral.

### Division des absolutistes: «réformistes» contre «ultras» (ou «apostoliques»)
Ainsi, comme au cours du Triennat libéral (1820-1823) s’était produite une scission des libéraux entre « modérés » et « exaltés », durant la Décennie abominable ce furent les absolutistes qui se divisèrent entre « réformistes » — partisan d’« adoucir » l'absolutisme en suivant les avertissements de la Quadruple Alliance et de la France de la Restauration — et les « ultras » […], qui défendaient la restauration complète de l’absolutisme, incluant le rétablissement de l’Inquisition que Ferdinand VII, sous la pression des puissances européennes, n’avait pas réinstitué après son abolition par les libéraux au cours du Triennat. Les ultras — également appelés « apostoliques », « ultra-royalistes » ou « ultra-absolutistes » — avaient dans le frère du roi, Charles de Bourbon — Carlos de Borbón, héritier du trône car Ferdinand VII, après trois mariages, n’avait pas réussi à avoir de descendance —, leur principal protecteur, raison pour laquelle on les appela quelquefois « carlistes ». Le conflit le plus grave qu’ils protagonisèrent fut la guerre des Mécontents, qui se déroula entre mars et octobre 1827 et dont l’épicentre fut la Catalogne.

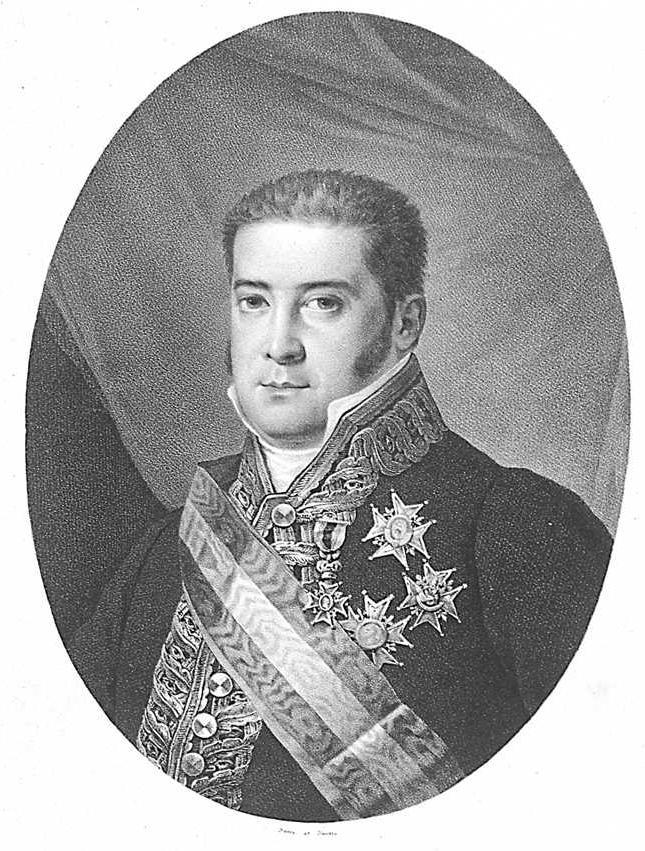
Luis López Ballesteros, secrétaire d’État du Budget entre 1823 et 1832, fut l’un des absolutistes réformistes les plus notables.

Trois décisions du gouvernement « réformiste » nommé par Ferdinand VII, soutenues par ce dernier, provoquèrent la rupture des absolutistes entre « réformistes » et « ultras ». La première, celle qui fut le plus radicalement rejetée par les ultras car ils la considéraient comme une concession inadmissible au libéralisme, fut la non-restauration de l'Inquisition abolie par les libéraux en mars 1820 — les « ultras » considéraient le Saint Office comme le symbole le plus important de l’Ancien Régime en Espagne (en) —,,. La seconde fut la création en janvier 1824 de la Superintendance générale de la Police (es), qui deviendrait une institution clé dans la politique répressive du régime absolutiste et qui assuma une grande partie des fonctions jusque là exercée par l’Inquisition, comme la censure des livres — elle fut rejetée par les ultras pour cette même raison, étant donné qu’ils considéraient que l’ordre public devait être contrôlé par le Saint Office et par les Volontaires royalistes et non par un corps étatique centralisé de suspecte « origine française » —,. La troisième mesure fut la concession d’une amnistie très limitée (« grâce et pardon général ») aux libéraux, qui fut également rejetée par les ultras, en dépit du fait qu’elle contenait tant d’exceptions qu’elle était en pratique inopérante,,.

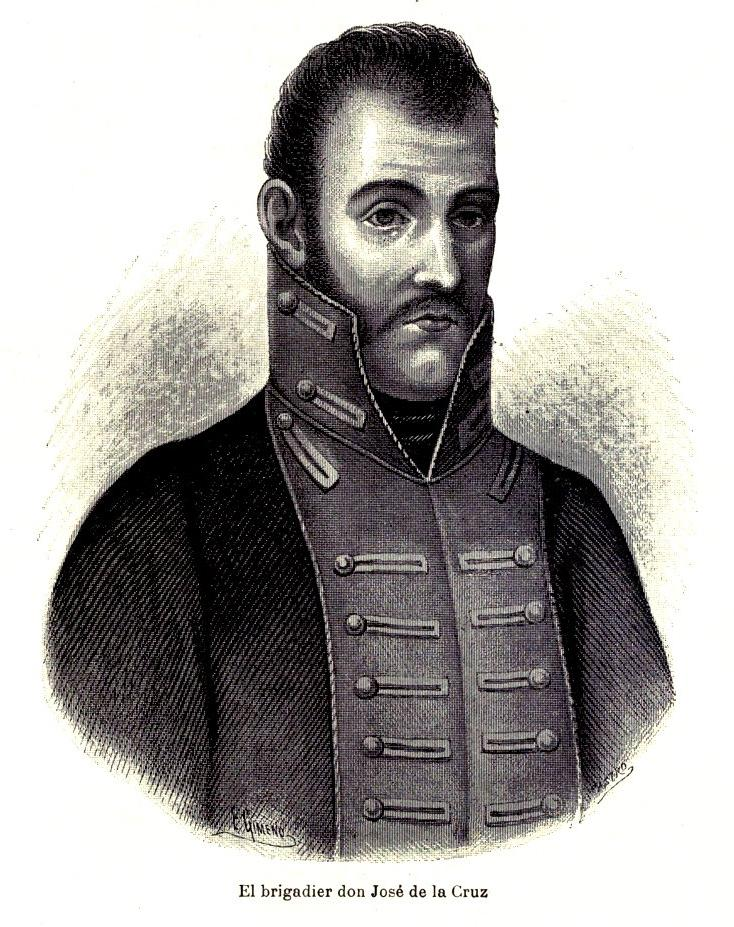
Le général José de la Cruz, secrétaire d’État de la Guerre. L'approbation du règlement des Volontaires royalistes, dont certains refusèrent de l’appliquer, finit par provoquer sa destitution et son remplacement par l'ultra José Aymerich.

Il y eut un quatrième motif à la rupture. L'accord signé en février 1824 avec la monarchie française en vertu duquel restèrent en Espagne 45 000 hommes du corps expéditionnaire de 1823, déployés dans 48 places fortes (Madrid, Cadix, La Corogne, Badajoz, Carthagène, Vitoria et différentes localités catalanes, dont Barcelone, de la côte cantabrique et de la frontière pyrénéenne, chacune disposant d’un commandant français ayant des compétences en matière d’ordre public — le coût économique était pris en charge par le Trésor espagnol, selon une convention qui fut renouvelée d’année en année jusqu’en 1828 —. Dans les proclamations ultras apparurent fréquemment « Dehors les Français ! ». Un cinquième motif fut l'approbation, fin février 1824, par le secrétaire d’État de la Guerre, le général José de la Cruz, du nouveau règlement des Volontaires royalistes qui fut très mal reçu par ces derniers et auquel ils refusèrent de se soumettre. Dans celui-ci, étaient exclus du corps les journaliers et tous ceux ne pouvant assurer leur propre subsistance et celle de leur famille le temps que durerait leur service. Le 26 août, le général De la Cruz fut destitué, accusé de connivence avec le débarquement à Tarifa du colonel libéral Francisco Valdés Arriola — qui tint la position entre le 3 et le 19 août —, à l'issue duquel 36 participants furent fusillés. Il fut remplacé par l’ultra José Aymerich,,. En 1826 fut approuvé un nouveau règlement des volontaires royalistes qui acceptait les journaliers et ordonnait aux autorités de privilégier les volontaires royalistes dans l’octroi des emplois locaux.

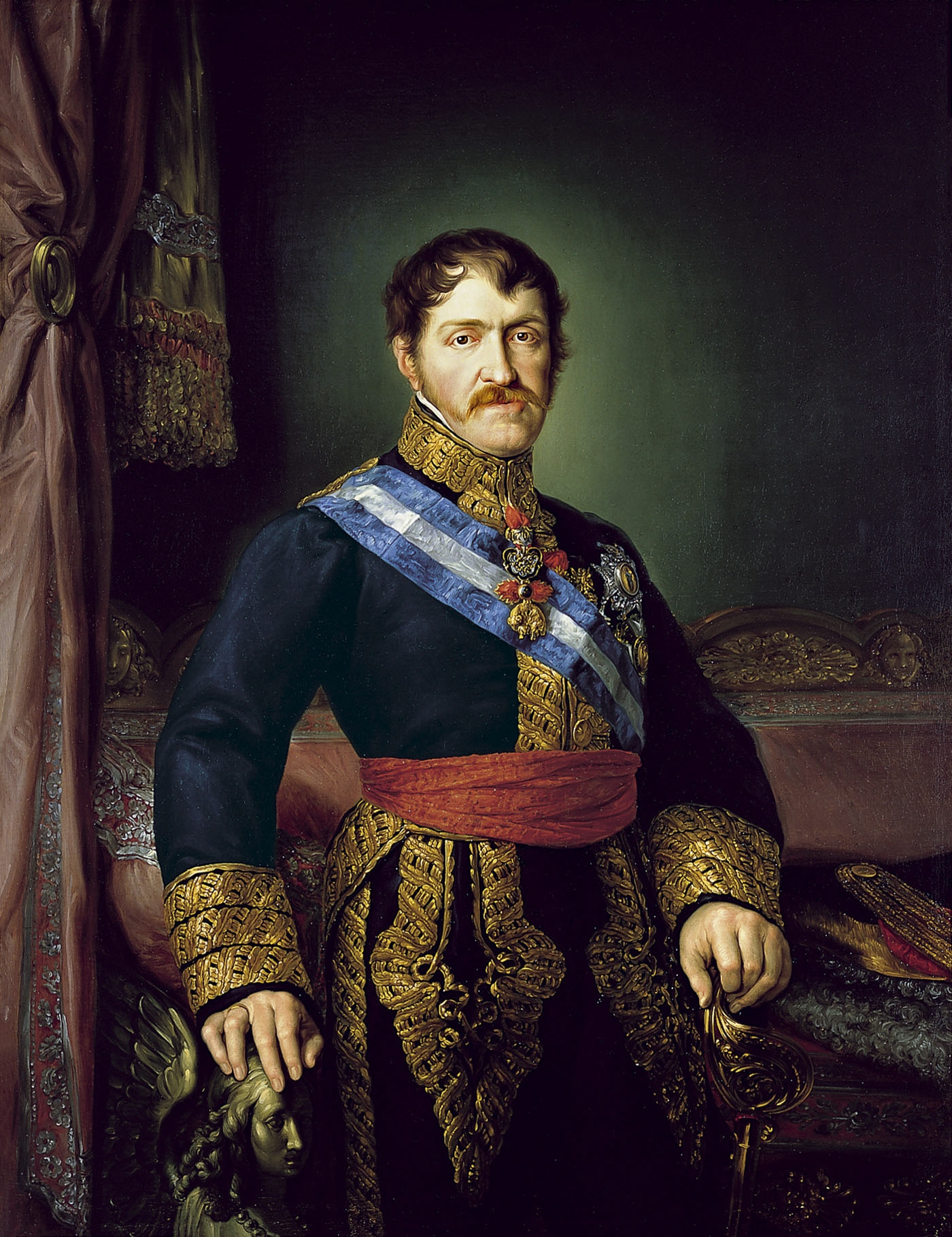
Portrait de Charles de Bourbon, frère du roi et héritier du trône, par Vicente López Portaña. Le nom de Charles V fut quelquefois acclamé par les ultras, dont il partageait les idées.

Dès qu'il fut confirmé que l’Inquisition ne serait pas restaurée et que fut approuvée l’amnistie de mai 1824, et bien que cette dernière fût extrêmement limitée, les ultras commencèrent à s’organiser et à conspirer,, avec le ferme soutien de l’Église espagnole et des Volontaires royalistes, devenus le bras armé du royalisme ultra,. Grâce au soutien de l’infant Charles, de son épouse Marie Françoise de Bragance et de sa belle-sœur la princesse de Beira, leurs chambres au palais constituaient le centre du « parti apostolique ».

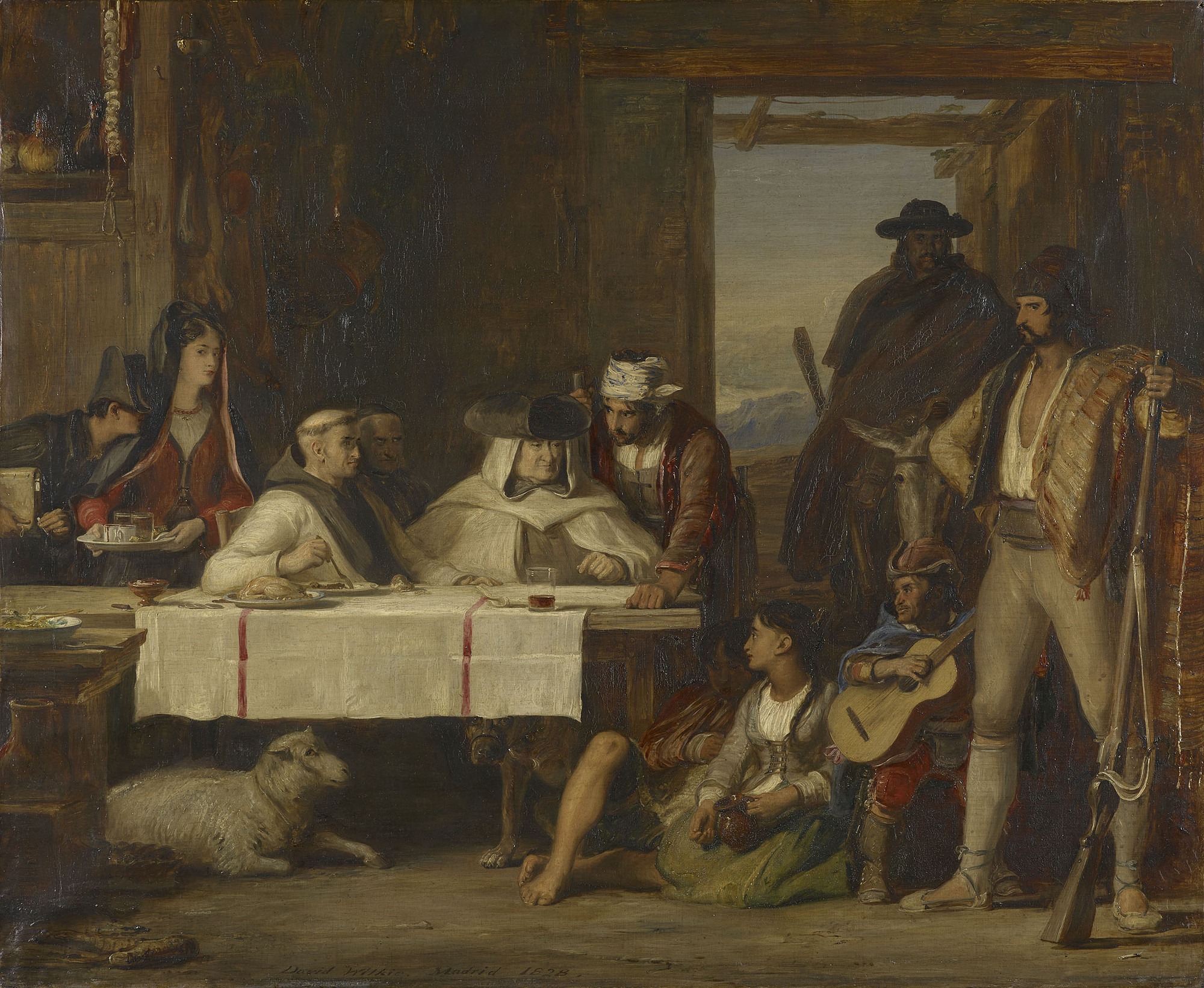
Tableau de David Wilkie représentant la réunion dans une auberge du commandement d’un groupe guérillero parmi lesquels se trouve un frère religieux. Wilkie vécut en Espagne en octobre 1827 et juin 1828.

La première insurrection ultra eut lieu quelques jours après la publication du décret d’aministie de mai 1824. Elle fut dirigée par le chef de partida realista aragonais Joaquín Capapé. À Teruel, il réunit plusieurs dizaines d’officiers et soldats mécontents mais ils furent capturés par les troupes envoyées par le gouverneur de la province. Capapé fut condamné à six ans d'exil à Porto Rico, où il arriva fin septembre 1827 et mourut peu après, le 25 décembre de la même année. En septembre 1824 eut lieu la seconde tentative dans La Manche et fut également menée par des officiers royalistes mécontents du traitement reçu après avoir appuyé l’expédition française qui avait mis à bas le régime constitutionnel. Son meneur était Manuel Adame de la Pedrada « El Locho », ancien chef des partidas realistas, qui avait prévu de partager avec ses hommes les terres d’un grand propriétaire local. La justification immédiate de la révolte était, selon ce qu’il déclara lorsqu’il fut mis en cause par la justice, que « si le roi a pardonné les noirs [les libéraux], nous, nous ne le pardonnons pas ». Le procès fut finalement interrompu car l’idée qui finit par prévaloir était que la conjuration avait été une machination « des révolutionnaires [libéraux] pour diviser et engendrer la discorde en commençant par la Famille Royale ». Des voluntarios realistas avaient également participé dans la conspiration.

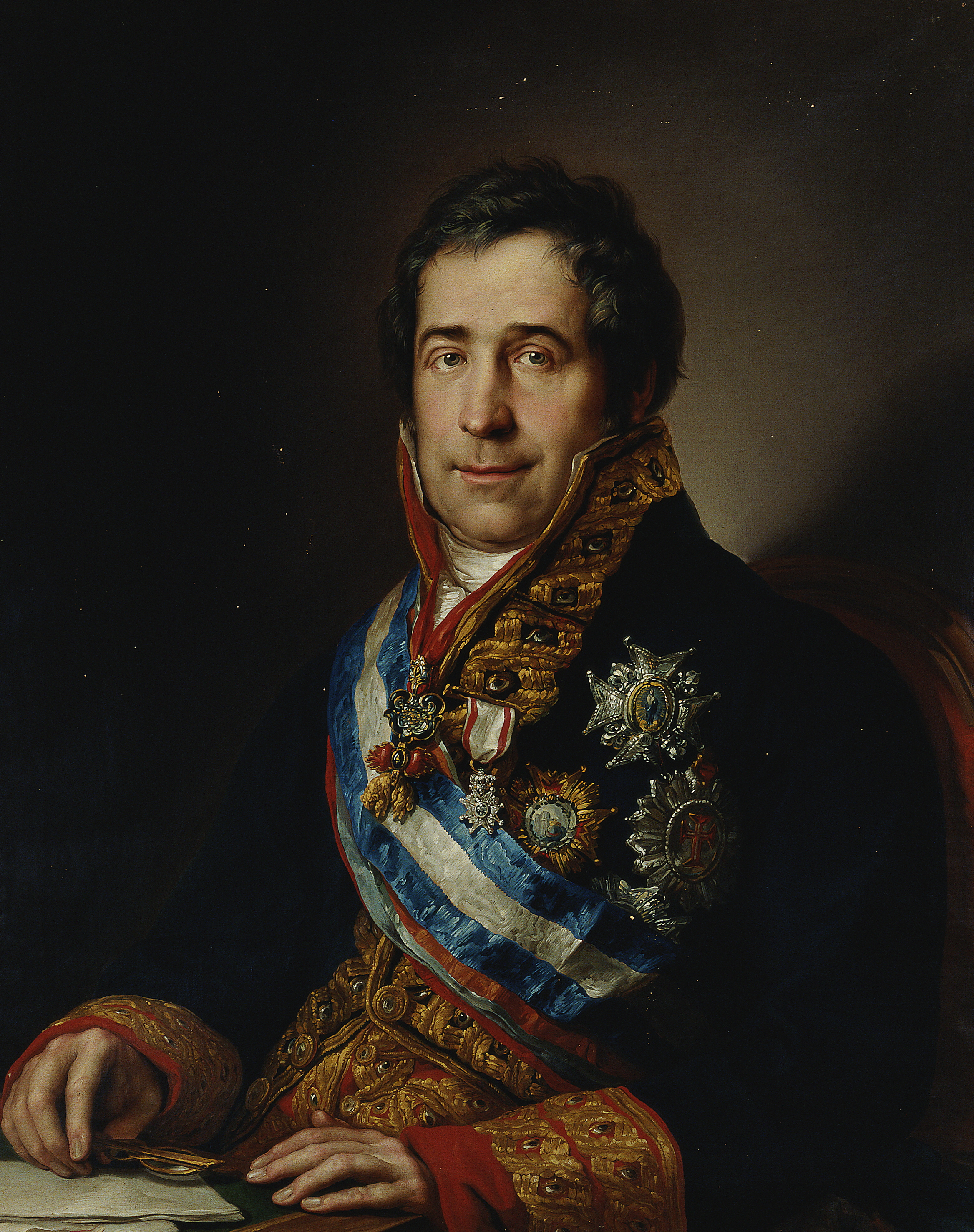
Francisco Tadeo Calomarde, représentant important des ultra-royalistes, fut secrétaire d’État de Grâce et Justice entre janvier 1824 et octobre 1832.

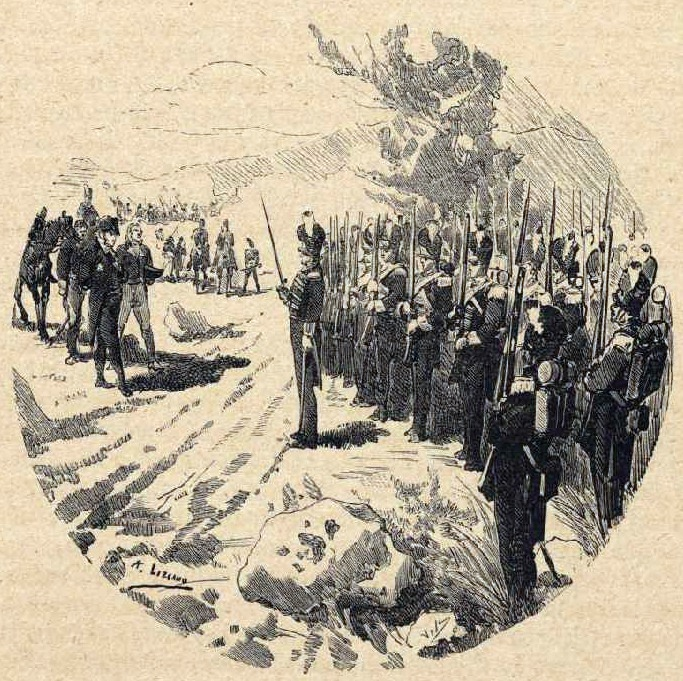
Exécutions de Bessières par Ángel Lizcano, illustration de l’œuvre de Fernando Fernández de Córdoba, Mis memorias íntimas, t. I, Madrid, 1886.

La troisième tentative insurrectionnelle, la plus sérieuse des trois, eut lieu en août 1825. Elle fut menée par le général royaliste Jorge Bessières. Il sortit de Madrid au petit matin du 16 août à la tête d’une colonne de cavalerie pour rejoindre à Brihuega (province de Guadalajara) un groupe de volontaires royalistes impliqués dans la conspiration — Bessières avait diffusé la nouvelle que l’on prétendait restaurer la Constitution de Cadix — et depuis cette position il prétendait prendre Sigüenza, mais l'arrivée à cette localité de troupes envoyées par le gouvernement et menées par le comte d’Espagne — ils étaient 3 000 hommes, face aux 300 de Bessières — l'amena à renoncer. Il laissa ses troupes s’en aller et fut capturé le 23 à Zafrilla. Le 26 août, sur ordre express du roi, il fut fusillé à Molina de Aragón avec sept officiers qui étaient restés avec lui ; une semaine auparavant avait été exécuté le guérillero libéral Juan Martín Díez « El Empecinado » à Roa,,. La conjuration de Bessières disposait de ramifications dans la capitale et de nombreux impliqués, parmi lesquels des ultras importants, dont certains étaient prêtres, furent détenus par la police, mais ne restèrent emprisonnés que peu de temps, grâce à la complicité de certaines aurorités ou aux craintes du gouvernement suscitées par les possibles conséquences d’une persécution contre le parti ultra ou carliste.
Le soulèvement ultra-absolutiste le plus important de toute la décennie — et qui est considéré comme une « répétition générale » de la première guerre carliste — fut la dite « guerre des Mécontents » (Guerra dels Malcontents en catalan),, qui se déroula essentiellement en Catalogne, bien que des insurrections ultras plus limitées aient également eu lieu au Pays basque, au Pays valencien, en Andalousie, en Aragon et dans La Manche. Il commença au printemps 1827 avec la formation des premières partidas realistas dans les Terres de l'Èbre et atteignit son apogée durant l'été,. Les insurgés, majoritairement des paysans et des artisans, parvinrent à mobiliser entre 20 000 et 30 000 hommes, et ils occupaient la plus grande partie de l’ancienne principauté,,. Les dirigeants de la rébellion étaient d'anciens officiers royalistes de l’« armée de la foi » qui avaient combattu au côté de l'armée française lors de l’expédition de 1823.
Le 28 août, ils formèrent à Manresa une Junte supérieure provisoire du gouvernement de la Principauté présidée par le colonel Agustín Saperes « Caragol », qui dans un arrêté du 9 septembre insistait sur la fidélité envers le roi Ferdinand VII. Pour légitimer la rébellion, les « Malcontents » affirmaient que son objectif était de « soutenir la souveraineté de notre roi aimé Fernando » qu'ils disaient « séquestré » par le gouvernement, bien qu'il leur arrivât également d'exalter « Charles V », frère du roi et héritier du trône, qui partageai l'idéologie des ultras,.

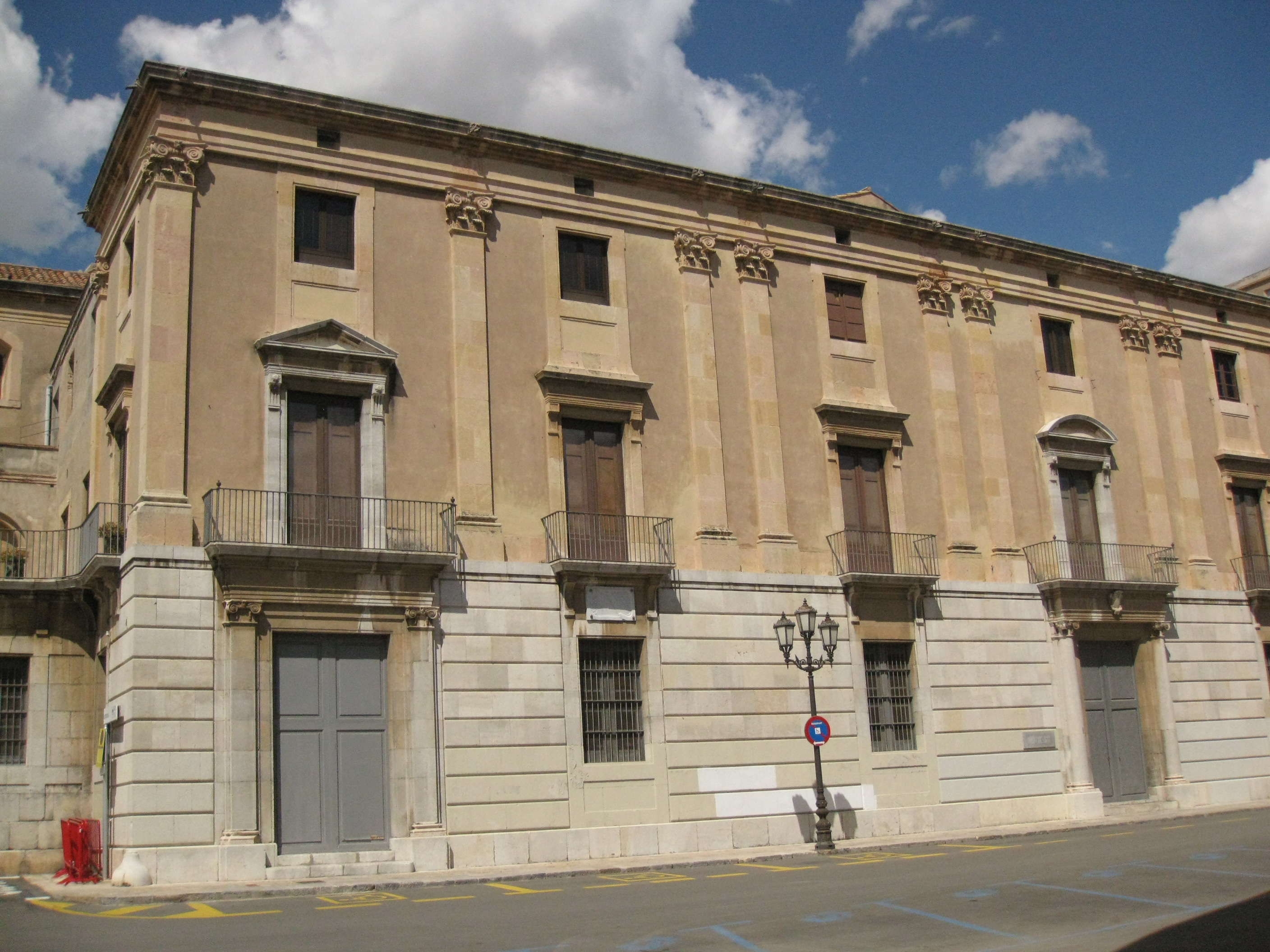
Palais archiépiscopal de Tarragone, où Ferdinand VII signa le manifeste pou mettre fin à la rébellion des Malcontents.

Face à l’ampleur de la rébellion et son extension hors de Catalogne, le gouvernement décida l'envoi d'une armée dans la région, dirigée par le comte d'Espagne, absolutiste notoire nommé nouveau capitaine général, et l'organisation d'une visite du roi dans la région (où il arriva depuis Valence fin septembre accompagné d'un unique ministre, l'ultra Francisco Tadeo Calomarde) afin de dissiper tout doute concernant son supposé manque de liberté et d'exorter les insurgés à déposer les armes,,,,. Le 28 septembre fut rendu public un Manifeste de Ferdinand VII depuis le palais archiépiscopal de Tarragone dans lequel il disait que les « vains et absurdes prétextes avec lesquels jusqu'à présent vous avez prétendu justifier votre rébellion » se trouvaient « démentis ».
L'effet du manifeste fut immédiat et provoqua la reddition ou la débandade d'un grand nombre d'insurgés. Quelques jours plus tard, Manresa, Vic, Olot et Cervera se rendirent sans résistance. Bien que la rébellion se poursuivît quelques mois supplémentaires, à la mi-octobre on pouvait la considérer comme épuisée,,. Pendant ce temps, les autorités royales menèrent une répression implacable contre les rebelles, avec des exécutions sommaires et la détention de suspects tant en Catalogne que dans le reste de l'Espagne, où le soulèvemement comptait de nombreux autres partisans. En Catalogne la répression fut menée par le comte d'Espagne, qui l'étendit également aux libéraux, après le départ de Catalogne des troupes françaises qui les avait jusqu'alors protégées,. Selon Emilio La Parra López « Les Catalans tardèrent à oublier la dureté pratiquée par le comte d'Espagne dans la répression des insurgés ».
Ángel Bahamonde et Jesús A. Martínez ont souligné que l'échec de la guerre des Mécontents marqua un changement de cap pour les royalistes qui, se sentant trompés par un roi légitime qui représentait leurs principes et qu'ils voulaient défendre de prime abord, commencèrent à défendre de plus en plus ouvertement l'alternative incarnée par l'infant Charles de Bourbon.

### Les conspirations libérales échouées

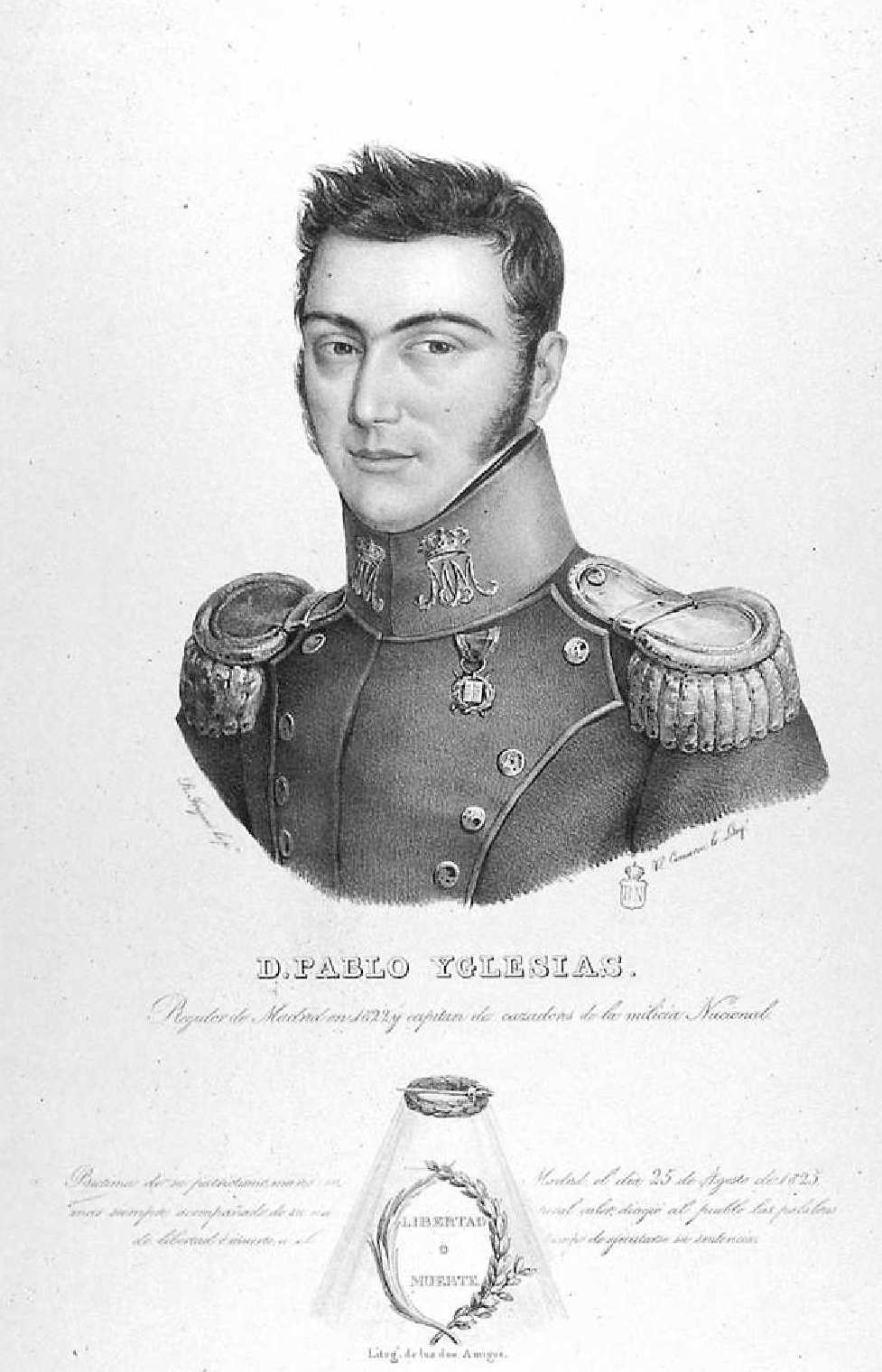
Pablo Iglesias, lithographie de Vicente Camarón.

Les libéraux étaient convaincus qu’il était possible de répéter l’expérience de la révolution de 1820, c’est-à-dire « qu'il suffirait qu’un caudillo pose le pied sur le sol espagnol et proclame la bonne nouvelle de la liberté pour obtenir que le peuple entier le suive ». Selon Josep Fontana, « Ils ne comprenaient pas que depuis 1823 la terreur avait fait son œuvre avec beaucoup d’efficacité et que le gouvernement, incompétent dans des domaines comme celui du budget, était beaucoup plus efficace dans les arts de la surveillance et de la répression ».
La première tentative de mener à terme cette « utopie insurrectionnelle du libéralisme » eut lieu le 3 août 1824. Il s’agit d’un pronunciamiento mené par le colonel exilé Francisco Valdés Arriola qui, partant de Gibraltar, prit la ville de Tarifa et maintint la position jusqu'au 19 août. Simultanément, un second groupe dirigé par Pablo Iglesias débarquait à Almería dans l'espoir de recevoir un soutien massif. Les deux opérations échouèrent car, contrairement aux attentes des libéraux, ils ne trouvèrent aucun soutien dans la population,,,. Plus de cent personnes furent capturées — avec la contribution de troupes françaises dans les détentions — à l’issue de la tentative et furent immédiatement exécutées. Pablo Iglesias fut pendu à Madrid le 25 août de l’année suivante, tandis que le colonel Valdés parvint à s’échapper à Tanger avec cinquante de ses hommes,.
La seconde tentative insurrectionnelle fut dirigé par le colonel Antonio Fernández Bazán et son frère Juan, qui organisèrent en février 1826 un débarquement à Guardamar del Segura. Ils furent pourchassés par les Volontaires royalistes et faits prisonniers avec leurs hommes. Tous furent fusillés,,,. Antonio Fernández Bazán, grièvement blessé, fut torturé pour obtenir ses aveux sur la trame de la conspiration, mais fut fusillé le 4 mars à Orihuela, atteint de gangrène.

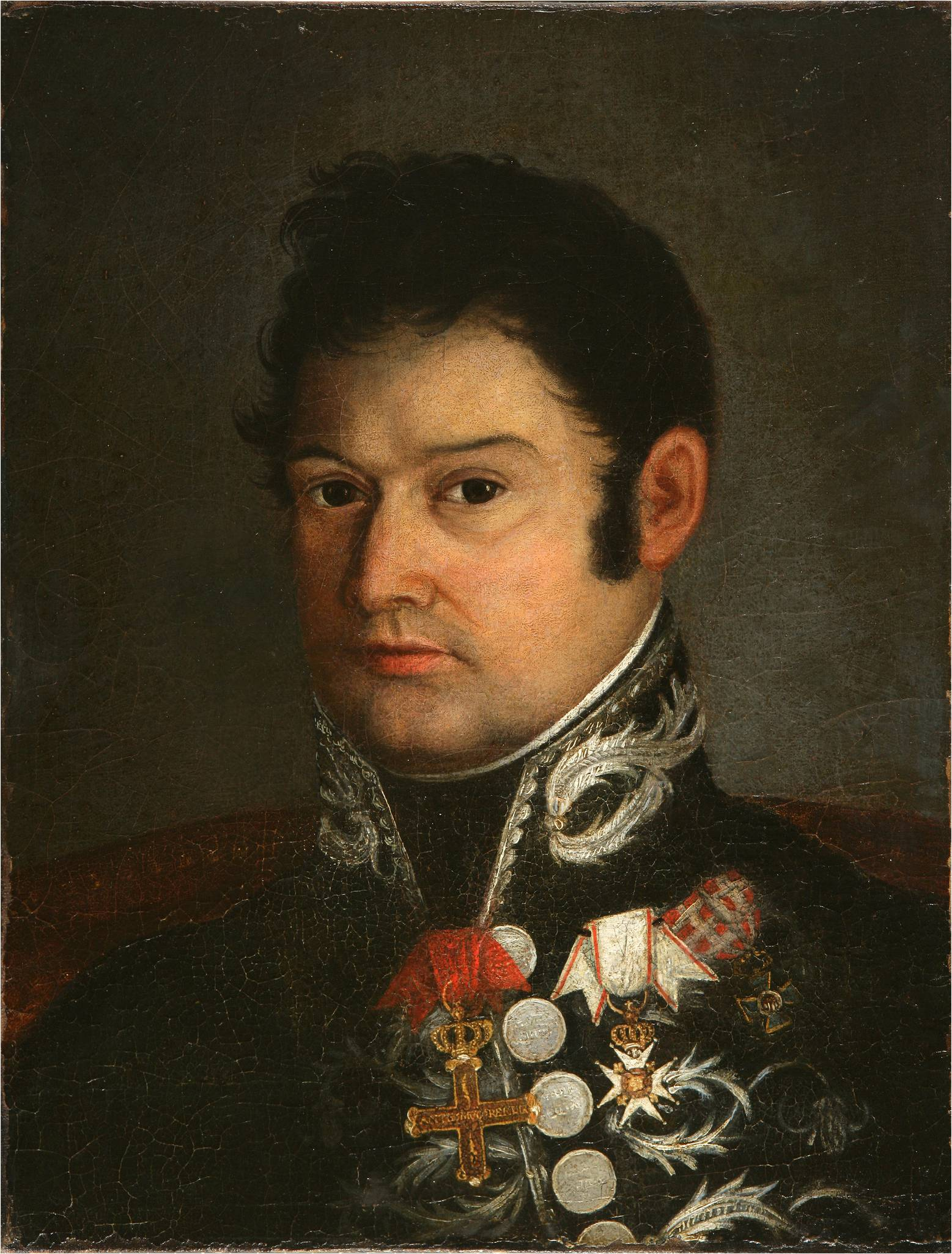
Le général Francisco Espoz y Mina, qui présida en exil la Junte de Londres et dirigea une tentative d’invasion de l'Espagne par Bera.

Le triomphe de la révolution de Juillet de 1830 qui mit fin à l'absolutisme en France et ouvrit la voie au régime constitutionnel de la monarchie de Juillet du roi Louis-Philippe exalta les plans insurrectionnels des libéraux espagnols, qui espéraient trouver une soutien dans le nouveau gouvernement français. Ces espoirs furent néanmoins finalement déçus : le nouveau « roi des Français », dès qu’il obtint la reconnaissance de Ferdinand VII, non seulement ne leur apporta aucun soutien, mais il ordonna même de dissoudre les concentrations de libéraux à la frontière franco-espagnole.
Le 22 septembre 1830 était formée à Bayonne une junte insurrectionnelle à laquelle se joignit le général Francisco Espoz y Mina, vétéran de la guerre d’indépendance. En octobre et novembre elle organisa plusieurs expéditions militaires dans les Pyrénées mais toutes échouèrent finalement. Il dirigea personnellement celle de Bera, entre le 20 et le 24 octobre,. Coïncidant avec l'opération de Bera eut lieu une tentative d’invasion par la Catalogne, menée par le colonel Antonio Baiges, qui arbora les drapeaux tricolores français et espagnol. Toutes ces tentatives échouèrent car ils n’obtinrent pas de réponse à l’intérieur du territoire, et aussi car elles furent réalisées dans la hâte à cause de la pression de la gendarmerie française déployée à la frontière qui les contraignit à précipiter leurs plans .

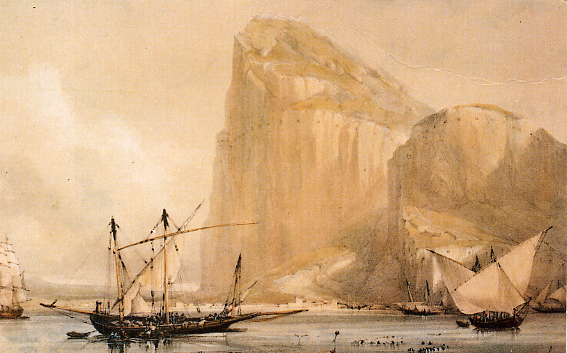
Le rocher de Gibraltar vers 1830.

Pour sa part, José María Torrijos, l’autre leader de l’exil libéral avec Espoz y Mina, poursuivit la préparation d’un soulèvement dans le Sud de l'Espagne depuis Gibraltar. Entre octobre 1830 et janvier 1831 eurent lieu les deux premières tentatives, par Algésiras et par La Línea de la Concepción respectivement, mais toutes deux échouèrent — presque au même moment, les comités intérieurs fidèles à Espoz y Mina, coordonnées par une Junte centrale de Madrid menée par Agustín Marco-Artu, réalisaient plusieurs tentatives dans le Campo de Gibraltar, la Serranía de Ronda et la baie de Cadix, qui échouèrent également —,,.
Le 21 février, Salvador Manzanares (es), à la tête d’une cinquantaine d’hommes, prit la localité de Los Barrios, dans la province de Cadix. Non seulement ils ne reçurent pas l’aide promise par les libéraux de la zone d'Algésiras et de la Serranía de Ronda, mais ils furent trahis. Sept des survivants purent fuir et revenir à Gibraltar. Manzanares parvint également à fuir mais il fut finalement arrêté à Estepona et fusillé le 8 mars. Presque simultanément se produisait à Cadix une rébellion appuyée par une brigade de la marine qui fut également écrasée. Dans les jours suivants, La Gaceta de Madrid annonçait « la fin des tentatives révolutionnaires dans la Péninsule », avec un bilan de « 15 expéditions faites par différents points et différents chefs depuis l'année [18]24 ». Grâce à une délation contre de l'argent, la police détint plusieurs membres de la junte dirigée à Madrid par Marco-Artu. Quelques-uns parvinrent à s'échapper comme le jeune Salustiano Olózaga, mais d’autres furent exécutés comme Juan de la Torre — car il avait crié « vive la liberté » — et le libraire Antonio Miyar.

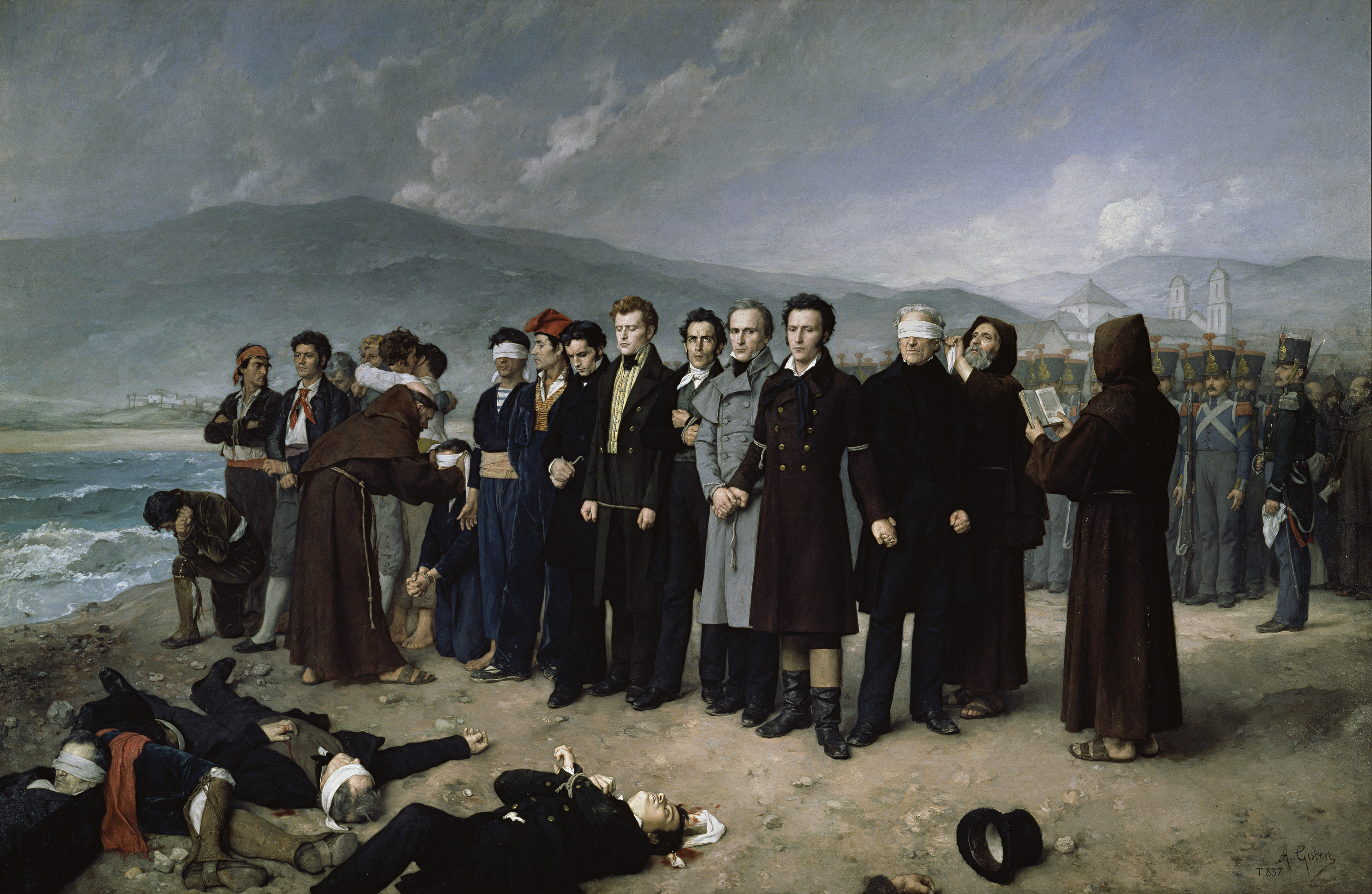
', tableau d'Antonio Gisbert Pérez de 1888, représentant l'exécution de Torrijos et ses camarades (musée du Prado).

En dépit de tous les revers subis, Torrijos ne se découragea pas et mena une dernière tentative de pronunciamiento (es) par le sud, qui devait recevoir le soutien des libéraux de l'intérieur. Le 2 décembre 1831, il débarqua à Fuengirola, trompé par le gouverneur de Malaga, Vicente González Moreno, qui s’était fait passer pour un conjurer libéral et oraganisa le piège qui déboucha sur la détention, le 5 décembre à Alhaurín el Grande, où ils s’étaient réfugiés, de Torrijos et de la cinquantaine hommes qui l'accompagnaient, qui arboraient le drapeau espagnol tricolore et criaient « Vive la liberté ! ». Ils furent fusillés sur la plage de Huelin (es) le 11 décembre,,,,. En récompense, González Moreno fut promu capitaine général de Grenade. La nouvelle de l'exécution de Torrijos et ses acolytes, diffusée dans toute l'Europe, causa une profonde commotion dans l’opinion publique, particulièrement en France et en Grande-Bretagne, où de nombreux articles de presse dénoncèrent les agissements du gouvernement espagnol.
L’exécution de Torrijos « mit fin à la trajectoire d’une figure emblématique dans la manière de comprendre le libéralisme et à une longue séquence de projets insurrectionnels basés sur le pronunciamiento. On abandonnait cette stratégie comme méthode de renverser l’absolutisme et comme une forme d’entendre la révolution libérale. Le libéralisme arriverait à travers d’un complexe processus de transition, dont la configuration avait déjà commencé ». Quelques mois auparavant, en mai, Mariana Pineda, une jeune veuve grenadine, avait été exécutée car on avait trouvé chez elle un drapeau mauve — la troisième couleur du drapeau tricolore des libéraux — sur lequel apparaissaient à demi brodés les mots « Liberté, Égalité, Loi ». Elle devint une martyre de la cause libérale et son exécution incarna la cruelle répression du régime dont elle révélait la décadence,,,.

### Fin du règne et conflit de succession

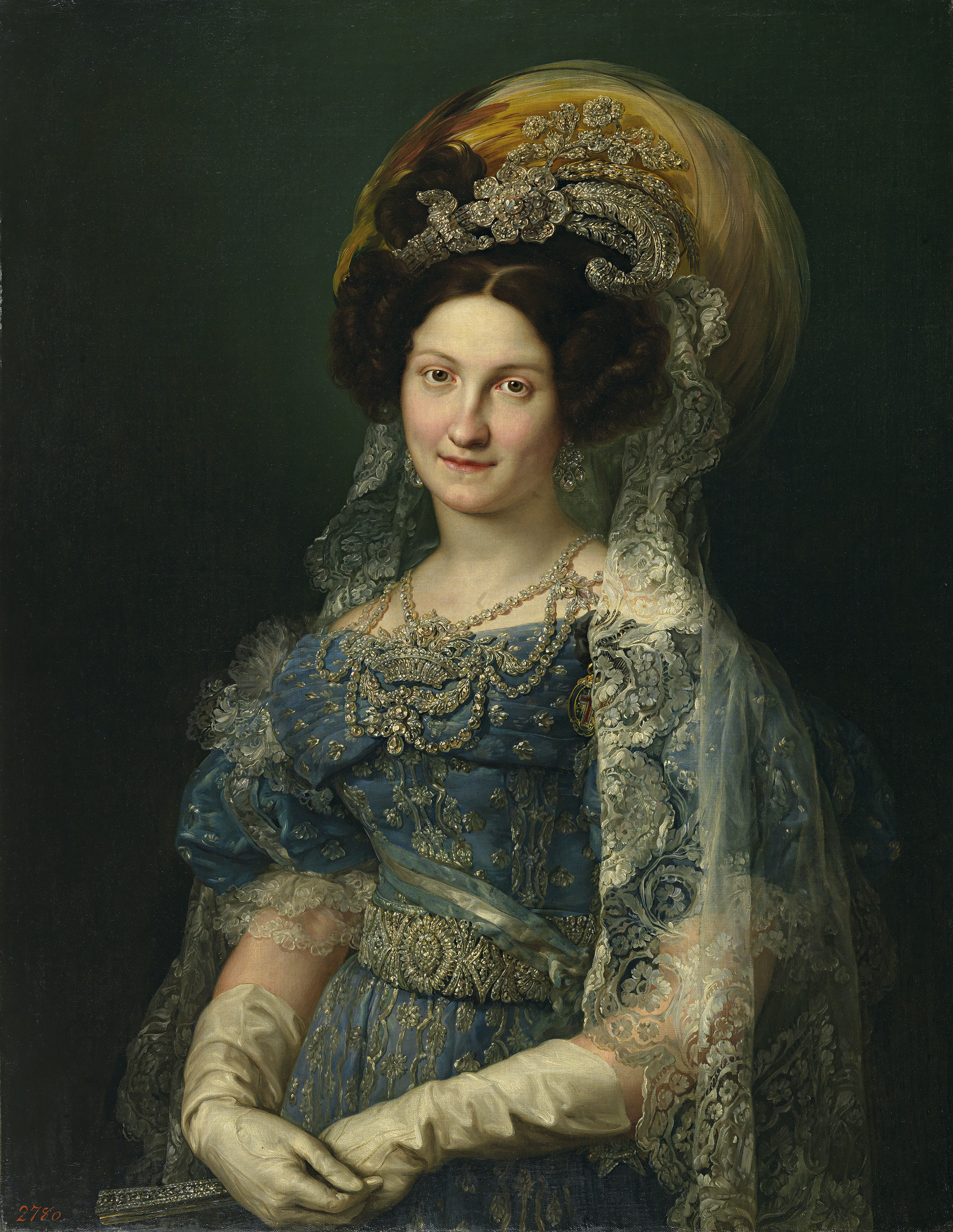
Portrait de Marie-Christine de Bourbon-Siciles par Vicente López.

Après la mort soudaine de sa troisième épouse Marie-Josèphe de Saxe le 19 mai 1829, le roi annonça quatre mois plus tard — le 26 septembre — qu’il allait se marier de nouveau,,,, avec la princesse napolitaine Marie-Christine de Bourbon-Siciles, sa nièce de 22 ans moins âgée,. Ils se marièrent par procuration le 9 décembre — le mariage fut ratifié le 11 — et le 31 mars suivant, le monarque rendait publique la Pragmatique Sanction de 1789 (es) approuvée au début du règne de son père Charles IV qui abolissait le règlement de succession de 1713 (es) qui avait établi en Espagne la loi salique, qui interdisait aux femmes de prétendre à la succession au trône. Ainsi, Ferdinand VII s’assurait que, s’il parvenait enfin à avoir une descendance, son fils ou sa fille lui succèderait. Début mai 1830, un mois après la promulgation de la Pragmatique, la grossesse de Marie-Christine fut annoncée et le 10 octobre naquit une enfant, Isabelle II, si bien que l’infant Charles de Bourbon fut privé de la succession qui jusque là lui incombait, à la grande consternation de ses partisans ultra-absolutistes, déjà désignés comme « carlistes »,,.

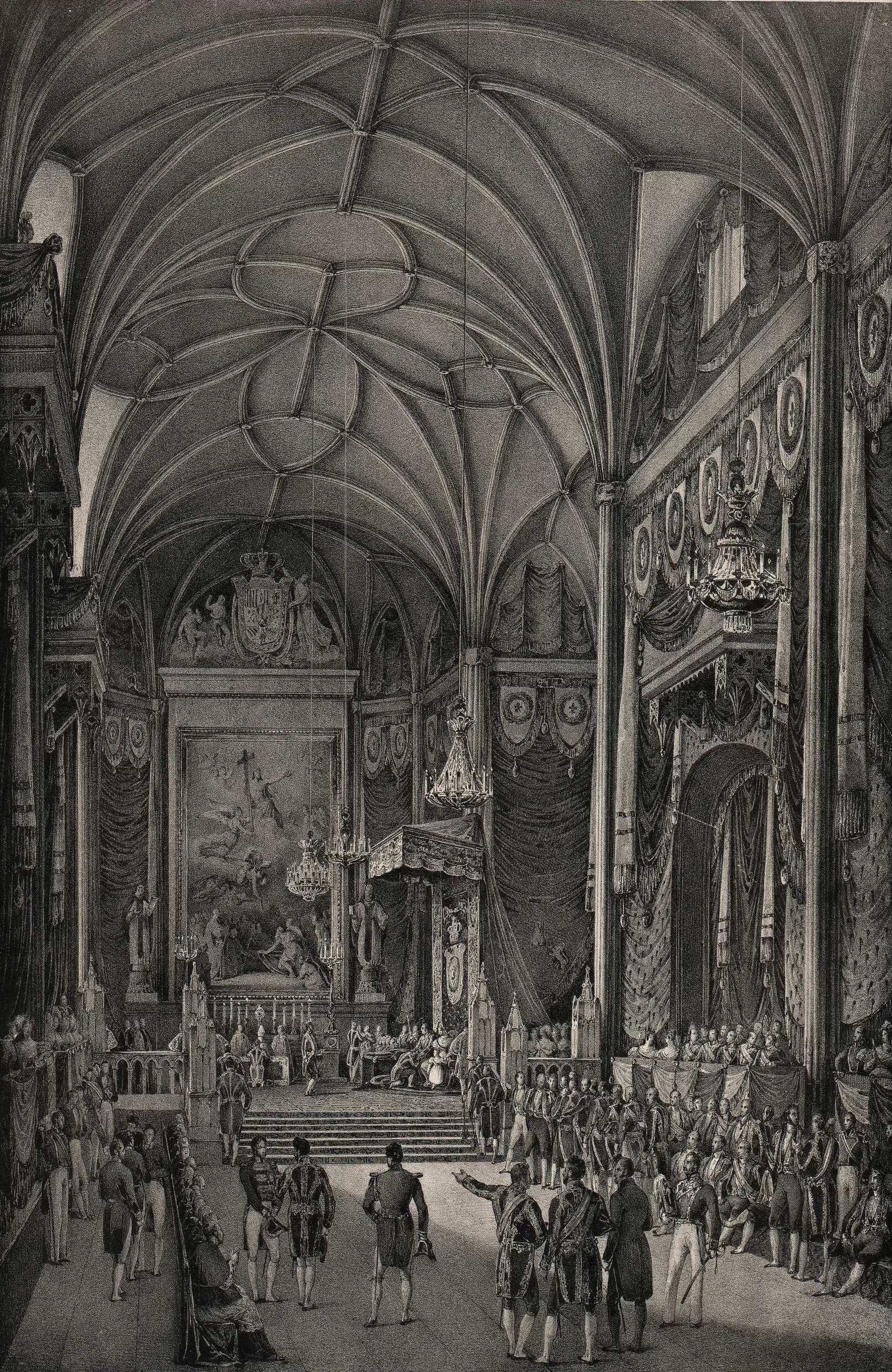
Gravure du devant les Cortès réunis dans l'église Saint-Jérôme-le-Royal le 20 juin 1833. La somptueuse cérémonie fut suivie de dix jours de fêtes : corridas de rejón sur la plaza Mayor de Madrid, simulacres militaires

Les carlistes, qui furent pris par surprise par la publication de la Pragmatique de 1789, ne se résignèrent pas à ce que la très jeune Isabelle devînt la future reine et tentèrent de profiter de l’occasion de l’aggravation de l'état de santé de Fernando VII — qui se trouvait convalescent au palais royal de la Granja de San Ildefonso (province de Ségovie) le 16 septembre 1832 —. Son épouse la reine Marie-Christine, sous la pression des ministres « ultras » — le comte de La Alcudia et Calomarde — et de l’ambassadeur du royaume de Naples — soutenu par l'ambassadeur autrichien, qui manigance dans l’ombre —,, et trompée par ces derniers qui lui assurèrent que l'armée ne l'appuierait pas dans sa régence lorsque mourrait le roi, et cherchant à éviter une guerre civile comme elle l’assura postérieurement, influença son époux afin qu’il révocât la Pragmatique Sanction du 31 mars 1830. Le 18 septembre, le roi signa l’annulation de la loi salique,.
De façon inattendue, le roi retrouva la santé et destitua son gouvernement le 1er octobre. Le 31 décembre il annulait dans un acte solennel le décret dérogatoire qui n’avait jamais été publié — le roi l’ayant signé à condition qu'il n’apparaisse pas dans le bulletin officiel La Gaceta de Madrid jusqu’à sa mort — mais que les carlistes s’étaient chargés de divulguer. Ainsi, la princesse Isabelle, âgée de deux ans, devenait de nouveau héritière au trône,,,,.
La rupture définitive avec les carlistes se produisit à la suite de la décision prise par le gouvernement le 3 février 1833 d’expulser de la cour la princesse de Beria en raison de son implication directe dans les conspirations ultras et de l’influence qu’elle exerçait sur son beau-frère Charles de Bourbon, l'encourageant à défendre ses prétentions à la succession à l'encontre de la fille du roi,. De façon inattendue, Charles communiqua que, avec son épouse Marie Françoise de Bragance et ses enfants, il accompagnerait sa belle-sœur dans son voyage au Portugal. Ils quittèrent Madrid le 16 mars et arrivèrent à Lisbonne le 29. Ce faisant, Charles évitait de reconnaître Isabelle princesse des Asturies et héritière du trône,. Au cours des semaines suivantes, Ferdinand VII et son frère Charles échangèrent une abondante correspondance dans laquelle il apparaissait clairement que celui-ci refusait de reconnaître Isabelle, scellant la rupture définitive entre eux. Le roi finit par lui ordonner de s'installer dans les États pontificaux et de ne jamais revenir en Espagne, mettant une frégate à sa disposition ; Charles ne se soumit jamais à cet ordre en donnant des excuses de tout type,. Le 20 juin 1833 se réunissaient les Cortès dans l'église Saint-Jérôme-le-Royal, comme en 1789, pour le serment de la princesse Isabelle (es) comme héritière de la couronne,. Trois mois plus tard, le dimanche 29 septembre 1833, mourait le roi Ferdinand VII, et commença la première guerre carliste, guerre civile pour la succession de la couronne entre, d’une part les partisans d’Isabelle et de la régente Marie-Christine, et d'autre part les « carlistes », partisans de son oncle Charles,,,,.